# 수호이 Su-57
수호이 Su-57(Сухой Су-57, NATO 보고명: Felon)는 수호이가 개발한 러시아의 쌍발 엔진 다목적 전투기다. 1999년 MFI(미코얀 프로젝트 1.44/1.42)에 대한 보다 현대적이고 저렴한 대안으로 시작된 PAK FA(ПАК ФА, Перспективный авиационный комплекс фронтовой авиации Perspektivnyy Aviatsionnyy Kompleks Frontovoy Aviatsii[*]) 프로그램의 산물이다. 수호이에서의 항공기 명칭은 T-50이다. Su-57은 러시아 군대에서 최초로 스텔스 기술로 설계된 항공기이며 러시아제 스텔스 전투기의 기본이 되도록 고안되었다.
Su-57은 지상 및 해상 타격뿐만 아니라 공중 전투도 할 수 있는 다목적 전투기로, 스텔스, 매우 뛰어난 기동성, 초음속 순항, 통합 항공전자기기 및 상당한 내부 탑재 능력을 갖추고 있다. 이 항공기는 러시아군에서 운용 중인 미코얀 MiG-29와 수호이 Su-27를 계승할 것으로 여겨지며, 수출용으로도 판매될 것이다. 첫 시제기는 2010년에 비행했으며, 첫 번째로 생산된 항공기가 인도 전 추락으로 파괴되는 등 시험 중 나타난 다양한 문제로 인해 개발이 장기화된 후에 첫 번째 Su-57은 2020년 12월이 되어서야 러시아 항공우주군 (VKS)에서 운용되기 시작했다. 이 전투기의 수명은 최대 35년으로 예상된다.

## 개발

### 기원
1979년, 소련은 1990년대에 취역할 차세대 전투기의 필요성을 설명했다. 이 계획은 I-90(러시아어: И-90, 러시아어: Истребитель 1990–х годов)이 되었고, 전투기는 상당한 지상 공격 능력을 갖추어 "다기능적"이어야 했으며 MiG-29와 Su-27을 대체하게 될 것이었다. 두 개의 후속 프로젝트는 다음과 같은 요구사항을 충족하도록 설계되었다. MFI(러시아어: МФИ, Многофункциональный фронтовой истребитель)와 더 작은 LFI(러시아어: ЛФИ, Л Лёгкий)는 1983년부터 개념적인 작업을 시작했다. 미코얀은 MFI에 선정되어 MiG 1.44/1.42를 개발하기 시작했다. 수호이는 비록 MFI에 참가하지는 않았지만, 1983년에 차세대 전투기를 위한 기술을 개발하기 위한 자체 프로그램을 시작했으며, 결국 S-32 실험용 전진익기가 만들어졌고, 이후 S-37, 그리고 다시 Su-47로 재설계되었다. 소련의 해체 후 자금 부족으로 인해 MFI는 반복적으로 지연되었고 MiG 1.44/1.42 프로토타입의 첫 비행은 예정보다 9년 늦은 2000년이 되어서야 이루어졌다. 높은 비용 때문에, MFI와 LFI는 결국 취소되었고 러시아 국방부는 새로운 차세대 전투기 프로그램을 개발하기 시작했다. 1999년, 러시아 국방부는 PAK FA 또는 I-21 프로그램을 시작했고, 2001년 4월에 대회가 발표되었다. 러시아의 재정적 어려움 때문에, 이 계획은 Su-27과 MiG-29를 대체할 단일 다역할 5세대 전투기를 생산함으로써 비용을 억제하는 것을 목표로 했다. 추가 비용 절감 방안으로는 Su-27과 MiG-29 사이의 크기 및 MiG MFI의 28.6톤과 Su-47의 26.8톤보다 훨씬 작은 정상 이륙 중량이 포함되었다.
수호이의 PAK FA 대회 접근 방식은 미코얀의 방식과는 근본적으로 달랐다. 미코얀은 3개 디자인국(미코얀, 수호이, 야코블레프)에 디자인 작업을 주도하는 우승팀과 컨소시엄으로 협력하자고 제안했지만, 수호이의 제안은 처음부터 수석 디자이너를 자임했으며 추진 및 항전 공급 업체부터 연구 시설까지 개발 및 생산 주기 전반을 포괄하는 공동 작업 협약을 포함했다. 게다가, 두 회사는 항공기에 대한 서로 다른 디자인 철학을 가지고 있었다. 미코얀의 E-721은 16톤에서 17톤의 이륙 중량을 가졌으며 각각 10~11톤의 추력을 가진 크리모프 VK-10M 엔진 2대가 동력 장치였다. 반면 수호이의 T-50은 22톤에서 23톤의 이륙 중량 목표를 가지고 있으며, 각각 14.5톤급에서 최대 추력을 가진 률카-새턴 AL-41F1 엔진 2개를 탑재하고 있다.
2002년 4월, 러시아 국방부는 수호이를 미코얀을 제치고 PAK FA 대회의 우승자로 선정했다. 제안의 장점과 더불어 다양한 Su-27 파생 모델의 성공적인 개발과 수많은 수출로 그것의 재정적 안정성을 보장했던 수호이의 1990년대 경험도 고려되었다. 블라디미르 미하일로프 러시아 공군 총사령관에 따르면, 비행시험은 2007년에 시작될 것으로 예상되었다. 미코얀은 자사의 비용으로 LMFS(러시아어: ЛМФС, Лёгкий многофункциональный фронтовой самолёт)라는 명칭으로 E-721을 계속 개발했다.

### 연구 및 개발
PAK FA의 연구 개발 프로그램은 Stolitsa(러시아어: Столица)라고 불렸다. 2002년, 알렉산드르 다비덴코는 수호이에서 T-50의 수석 디자이너로 선정되었다. 노보시비르스크 항공기 생산 협회(NAPO)와 콤소몰스크나아무레 항공기 생산 협회(KnAAZ)가 새로운 다목적 전투기를 생산할 예정이었으며, 콤소몰스크나아무레 항공기 생산 협회가 콤소몰스크나아무레에서 최종 조립을 수행할 것이었다. 2003년에 열린 대회에 이어, 라멘스코예 과학 및 생산 센터, 티코미로프 계기 설계 연구소, 예카테린부르크의 우랄 광학 기계 공장, 니즈니노브고로드의 폴렛 회사, 그리고 모스크바에 있는 중앙 과학 연구 무선 공학 연구소가 PAK FA의 항공전자 제품군을 개발하기 위해 선발되었다. 2004년 4월, NPO 욜카-새턴(현재의 UEC NPO 새턴)이 AL-41F1 엔진의 계약자로 서명했다.
수호이는 기존의 기체를 다양한 하위 시스템과 원리를 위한 시험대로 사용했다. Su-47은 내부 무기고를 시험하기 위해 사용되었고, Su-27M 시제품은 비행 제어 시스템과 엔진을 시험했다. 개발 위험을 줄이고 관련 비용을 분산하며, 현존하는 4세대 전투기와의 격차를 해소하기 위해, 수호이는 T-10BM(러시아어: БМ, большая модернизация)이라 불리는 Su-27의 발전된 파생형에 추진 장치나 특정 항공전자장치와 같은 자사의 기술과 특색의 일부를 구현했고, 마침내 2014년에 Su-35S로 러시아에서 운용되기 시작했다.
2004년 12월, T-50의 컨셉트 디자인과 형태가 완성되어 러시아 국방부의 승인을 받았다. 이 프로그램의 정부 기금은 2005년에 시작되었고 세부 설계가 진행 중이던 2006년에 급격히 증가했다. 2007년 8월 8일, 러시아 통신사에 따르면, 러시아 공군 총사령관 알렉산더 젤린은 프로그램의 개발 단계가 완료되었고, 2009년까지 3대의 비행 가능한 T-50 프로토타입이 제작될 예정으로 비행 시험을 위한 첫 번째 항공기의 건설이 시작될 것이라고 말했다. 2009년, 이 항공기의 설계는 공식적으로 승인되었다. T-50은 2017년 7월에 Su-57로 명명되었다.
PAKFA 프로그램의 초기 단계부터, 러시아는 프로그램 개발 자금을 늘리고 대규모 수출 주문을 확보하기 위해 그 프로젝트에 대한 외국 파트너를 모색했다. 2007년 10월 18일, 러시아와 인도는 수호이와 힌두스탄 항공 유한공사(HAL)의 FGFA 공동 개발 계약을 체결했다. 2010년 9월, 인도와 러시아는 각국이 60억 달러를 투자하기로 한 예비 설계 계약에 합의했다. 2010년 12월에 예비 설계를 위한 양해각서가 체결되었으며, FGFA의 개발은 8-10년이 걸릴 것으로 예상되었다. 그러나 2014년부터 인도 공군은 성능, 비용, 작업 공유에 대해 우려의 목소리를 내기 시작했다. 인도는 결국 2018년에 파트너십을 탈퇴했다.

### 시제품 제작

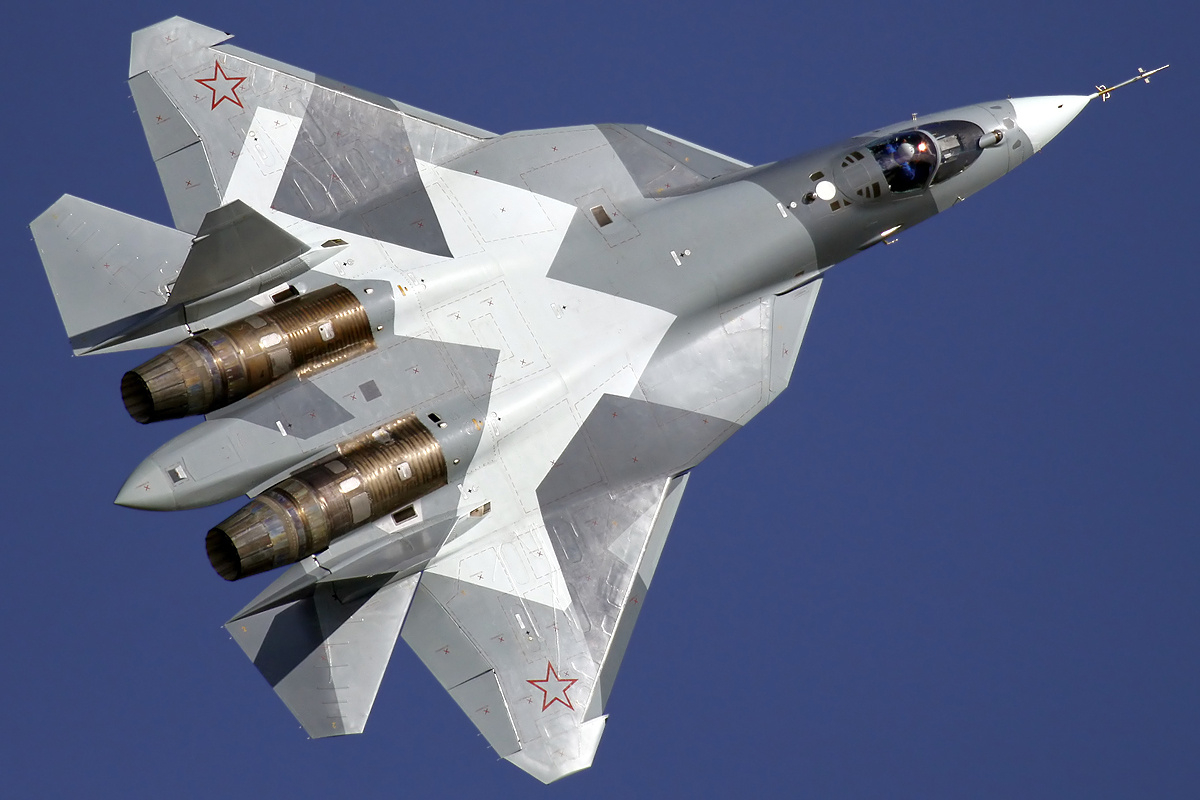
2011년 MAKS 에어쇼에서 선보여진 Su-57 시제품

T-50의 첫 비행은 기술적인 문제로 인해 2007년 초부터 연기되었다. 2009년 8월, 알렉산드르 젤린은 엔진과 기술 연구에 문제가 있다는 것을 인정했다. 2009년 2월 28일, 수호이 총감독 미하일 포고샨은 기체가 거의 완성되었고, 2009년 8월까지 첫 번째 시제품이 준비될 것이라고 발표했다. 2009년 8월 20일, 포고샨은 첫 비행을 연말까지 할 것이라고 밝혔다. 콘스탄틴 마키옌코 모스크바 전략기술분석센터 부소장은 "비록 지연이 있더라도 1월이나 2월까지 첫 비행을 할 것"이라고 말하며, 상업적인 생산에는 5년에서 10년이 걸릴 것이라고 덧붙였다. 2009년 12월 세르게이 이바노프 러시아 부총리가 2010년에 첫 시험이 시작될 것이라고 발표하면서 비행시험은 더 지연되었다. 첫 번째 활주 시험은 2009년 12월 24일에 성공적으로 완료되었고, 첫 번째 시제품인 T-50-1의 첫 비행은 2010년 1월 29일에 이루어졌다. 수호이 시험 비행사 세르게이 보그단이 조종한 이 항공기는 러시아 극동 KnAAPO의 좀기 공항에서 47분간의 처녀비행을 했다. 시제품 제작이 당초 계획보다 더 느리게 진행될 수 있었다. 2013년 10월 말까지, 시험 프로그램 동안 5대의 항공기가 총 450회 이상 비행했다.

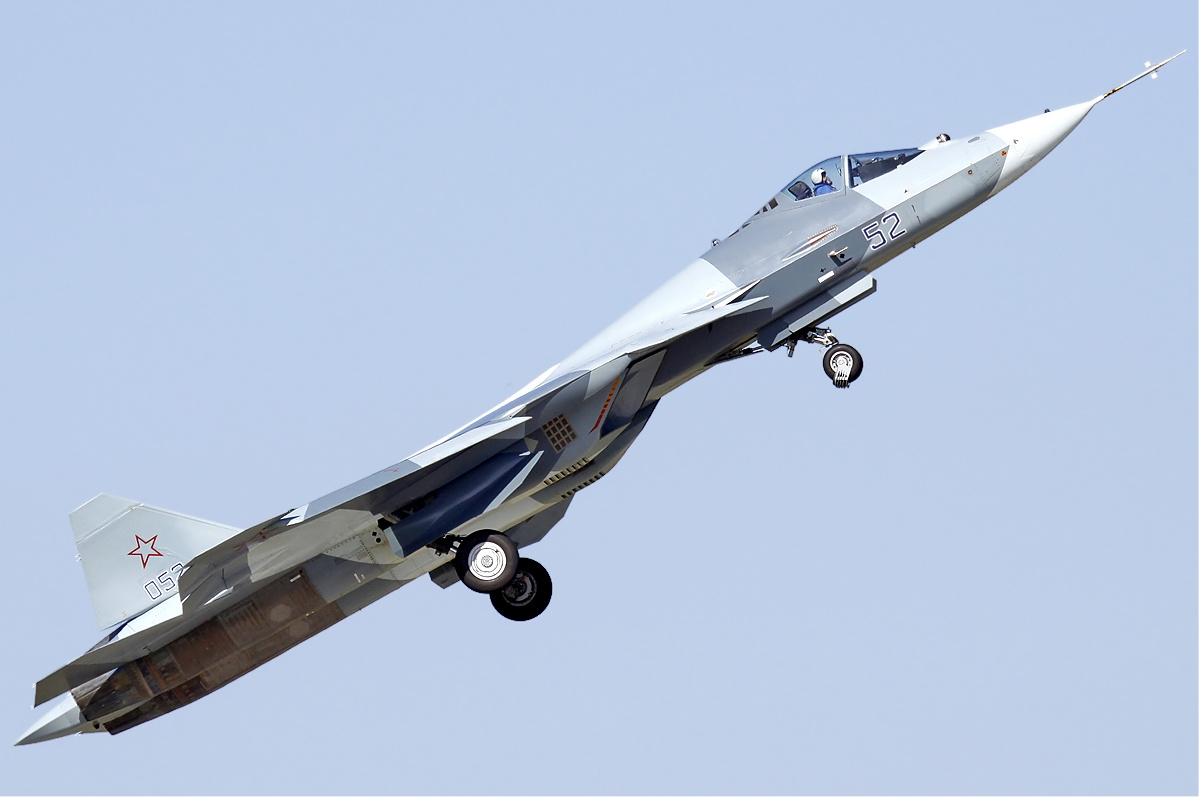
2011년 MAKS 에어쇼에서 이륙한 뒤 상승하는 Su-57

총 10대의 비행과 3대의 비비행 T-50 시제품이 예비 비행 시험과 국가 시험을 위해 제작될 예정이었다. 당초 이 프로그램은 시리얼 제작이 시작되기 전에 최대 6개의 시제품을 가질 계획이었다. 그러나 테스트 결과 초기 시험의 피로 수명이 적절하지 않은 것으로 밝혀졌으며, 기체에 초기 구조적 균열이 형성되었다. 이후 항공기는 복합 재료 사용 증가, 전체 수명 주기 요구사항을 충족하도록 강화된 기체, 가늘고 긴 꼬리 "침" 및 약간 더 큰 날개폭 등의 변화를 겪으며 구조 재설계를 거쳤다. 6번째 비행 가능한 시제품은 재설계된 "2단계" 항공기 중 첫 번째였으며, 5개의 초기 시제품은 결과적으로 "1단계" 차량으로 간주되었고 비행 시험을 계속하기 위해 추가적인 구조적 보강이 필요했다. 마지막 두 개의 비행 시제품은 모든 임무 시스템을 갖춘 Su-57 항공기의 시험품이었다.  "1단계" 설계에서 요구되었던 강화로부터 "2단계" 구조 재설계가 무게 중량을 감소시켰지만, 일반 이륙 중량은 여전히 약 25톤으로 증가했다. 시험 중 문제와 사고로 인해 프로그램 지연이 반복되었으며, 첫 번째 생산 항공기의 인도가 2015년에서 2020년으로 연기되었다.

### 조달

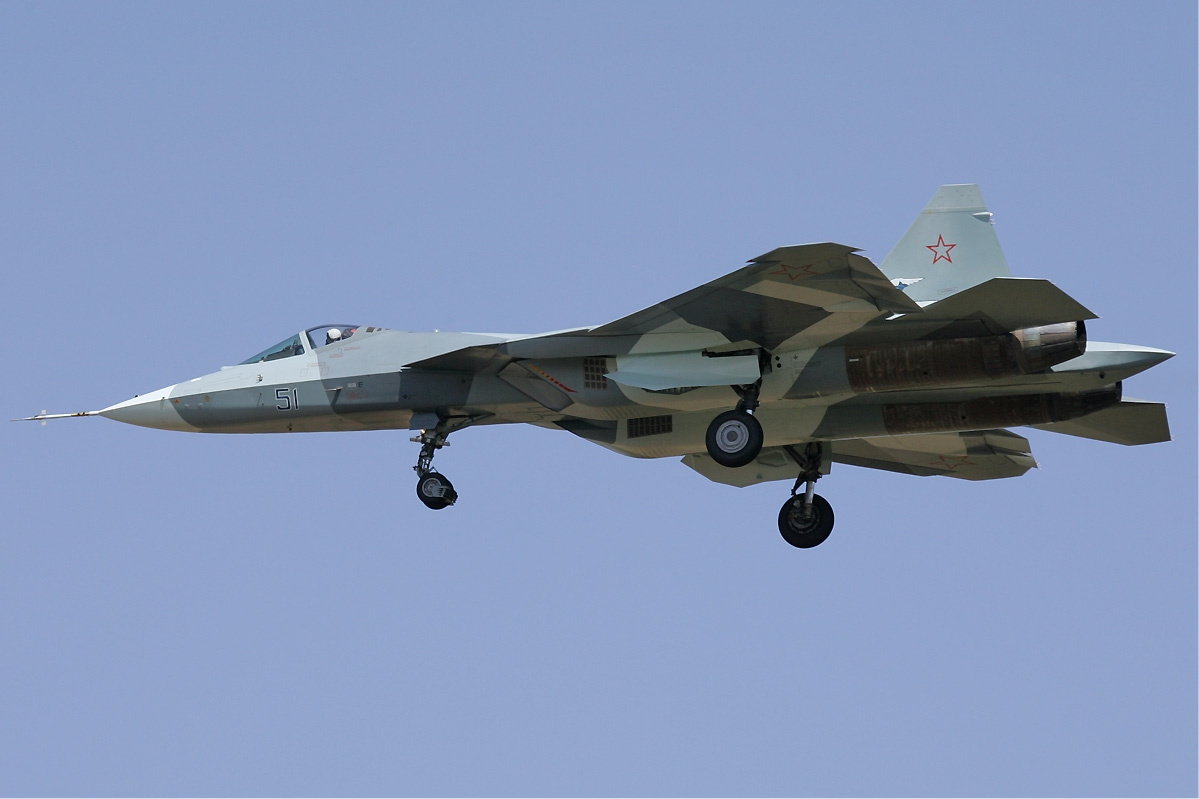
2010년 착륙 기어가 열린 채 비행하는 수호이 T-50.

PAK FA에 대한 조달 계획은 당초 계획보다 상당히 축소되고 지연되었다. 2011년, 러시아 국방부는 평가를 위해 2012년 이후 첫 10대의 항공기를, 2015년 이후 60대의 표준 항공기를 구매하기로 계획했었다. 이 계획은 2011년부터 2020년까지 국가 무기 프로그램(GPV-2020)에 따라 개선되었으며, 2016년에 일련의 생산이 시작되기를 희망했다. 러시아 국방부는 2020년까지 52대의 항공기를, 2025년까지 150대~160대의 항공기를 인수할 계획이었다. 또한, 250대~300 대의 FGFA의 수출 수주는 2017년에 시작될 것으로 예상되었다.
2015년 시험 중 부딪힌 기술적 장애물, 인도의 불분명한 파트너십 약속, 크림반도 병합 이후 서방의 제재와 유가 하락으로 인한 러시아의 경제 침체로 인해 계획이 크게 축소됐다. 유리 보리소프 러시아 국방부 차관은 2015년 러시아 공군이 생산을 늦추고, 초기 주문을 12대로 줄이며, Su-35S와 Su-30SM과 같은 개량형 4세대 전투기를 대규모로 운용할 것이라고 밝혔다. 2017년, 보리소프는 PA KFA가 2018년부터 2027년까지 새로운 국가군비계획(GPV-2027)에 포함될 가능성이 높다고 밝혔다. 2018년 6월 30일, 12대의 항공기 주문이 합의되었지만, 발주는 첫 항공기가 리페츠크 항공 센터에서 전투기 연대에 합류할 예정인 2019년으로 다시 연기되었다.. 동시에, 보리소프는 Su-35S가 스텔스 기능을 제외하고 Su-57과 견줄 만하며, 가격이 더 저렴하다고 칭찬했다.
Su-35S와 Su-30SM에 비해 Su-57의 비용이 상당히 높기 때문에, 이 설계는 수요가 증가할 때까지 양산을 위해 보류되었다. 2018년 8월 22일, 러시아 국방부와 수호이는 각각 2019년과 2020년에 예정된 Su-57 2대의 인도 계약을 체결했다. 2019년 1월, 국방부는 2020년에 13대의 항공기에 대한 2차 계약을 체결할 것이라고 발표했다.
그러나 2019년 5월 15일 블라디미르 푸틴 러시아 대통령이 2028년까지 76대의 항공기를 구매하여 러시아 항공우주군에 인도할 것이라고 발표하면서 인수 계획은 크게 바뀌었다. 이는 협상이 Su-57과 장비 가격을 20% 낮출 수 있었던 데 따른 것이다. 2019년 6월 27일 국제군사기술포럼(ARMY-2019)에서 항공기 76대의 정식 계약이 체결되었다. 같은 달, 전략미사일기업의 총책임자 보리스 오브노소프는 Su-57 전투기를 위한 탄약의 연쇄 생산 계약이 체결되었고, 탄약을 제공하고 있다고 보고했다. 2019년 7월 1일부터 항공기를 생산하기 시작했고, 연말까지 첫 번째로 생산된 항공기를 인도할 예정이었다. 첫 번째 생산기의 추락으로, 러시아 항공우주군은 2020년 12월에 첫 Su-57을 인도받았다. 2022년 5월까지 4대의 항공기가 추가로 인도되었고, 생산은 계획보다 더 느리게 진행되었다.

### 추가 개발
2004년 수호이는 Su-57이 Su-27 계열과 유사한 러시아 항공우주군의 전투기의 기반이 될 수 있을 것으로 예상했다. Megalopolis(러시아어: Мегаполис)라는 프로그램 이름으로 수호이는 향상된 미션 시스템, 신뢰성 및 유지 보수 향상, 전기 기계식 드라이브 통합, 새로운 NPO 새턴 이젤리예 30 엔진으로 기존 Su-57 설계를 강화한 새로운 변형 Su-57M을 개발하고 있다. 정식 계약은 2018년에 체결되었지만, 사전 작업은 더 일찍 시작되었다. 2020년 개량형 비행시험은 2022년에, 일련 생산은 2020년대 중반에 시작될 예정이었다. 두 번째 비행 T-50 시제품은 2017년부터 새로운 이즈델리예 30 엔진을 시험하기 위해 사용되었다. 세 번째 시제품은 2018년에 아호트니크 UCAV와 합동 테스트를 했다. 또한 항공모함에서 운용할 수 있는 파생형을 만드는 작업이 진행 중이다.
수호이는 또한 Su-57의 기술을 사용하여 LTS(러시아어: ЛТС, Лёгкий тактический самолёт)로 명명된 보다 저렴한 경량 단일 엔진 항공기의 모형 제작에도 사용했다. 수호이는 2021년 모스크바 에어쇼(MAKS-2021)에서 레이다, 주 무기고, 수직 안정기, 날개 등 Su-57과 많은 시스템을 공유하는 체크메이트라는 이름의 LTS 모형을 공개했다.
Su-57의 개발은 러시아의 방위산업에 대한 국제적인 제재로 인해 2022년 이후로 계속 지연될 수 있고, 러시아는 유럽 연합으로부터 반도체와 첨단 가공 장비를 수입할 수 없었다. 러시아가 미국 달러를 이용해 무역을 할 수 없기 때문에 잠재적 수출 판매도 멈췄다.

## 설계

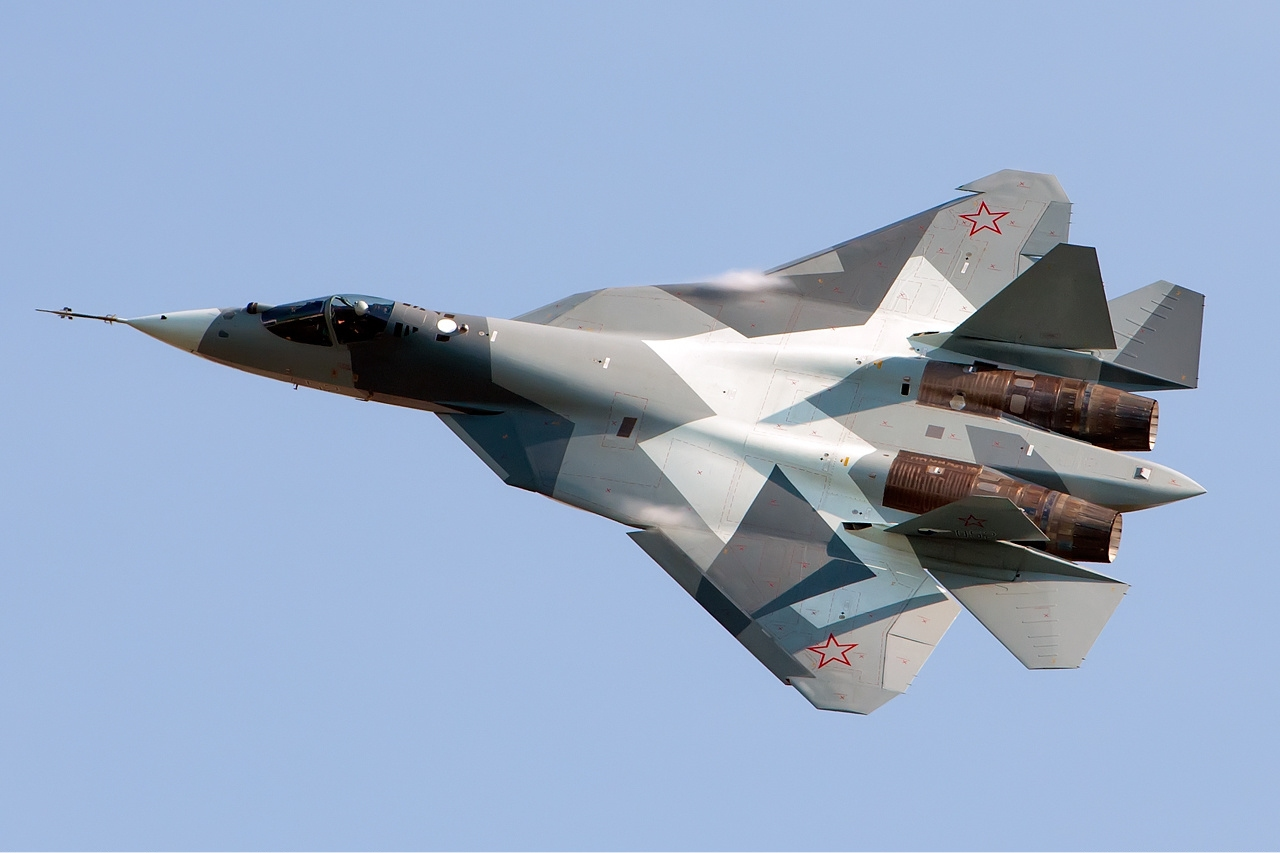
위쪽에서 바라본 Su-57로, Su-35와 유사한 초기 생산 전 위장술을 보여준다.

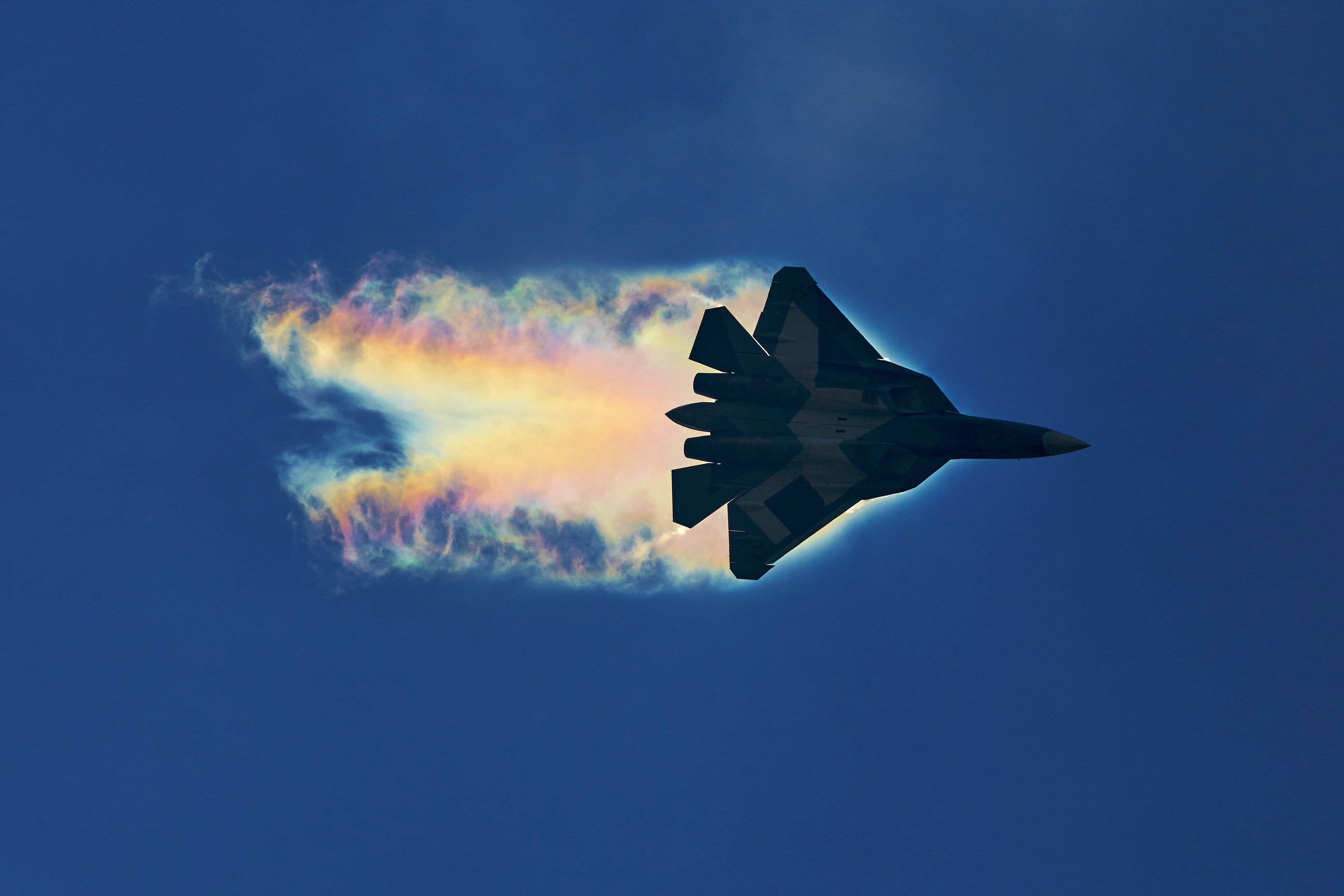
MAKS 2015 에어쇼에서 사전 생산된 Su-57의 공기역학적 응축.

Su-57은 5세대 다목적 전투기이자 러시아군을 위한 최초의 스텔스기이다. 스텔스뿐만 아니라 이 전투기는 모든 항공기 축에서 초항력, 다역할 다기능성을 위한 대용량 내부 페이로드 베이, 능동형 위상 배열 레이더와 같은 첨단 센서 시스템 및 이러한 시스템의 높은 통합성을 강조한다. 수호이는 Su-57의 설계에서 록히드 마틴 F-22를 초능력 스텔스 전투기의 기준으로 꼽았지만 추력 벡터를 사용하여 롤 모멘트와 요 모멘트를 유도할 수 없다던가 엔진 사이의 무기고 공간이 부족한 점, 추력 벡터링에 실패할 경우 스톨 복구가 복잡한 점 등의 제한 사항도 말했다.
이 항공기는 두 개의 넓은 간격의 엔진과 함께 넓은 혼합 날개 몸체 동체를 가지고 있고, 승강키와 수직 꼬리 날개를 모두 갖추고 있으며 수직 꼬리 날개들은 스텔스용으로 비스듬히 놓인 상태다. 사다리꼴의 날개는 전연 플랩, 보조 날개, 플래퍼론을 가지고 있다. 이 항공기는 추력편향과 공기역학적 중심을 앞으로 이동시켜 정적 불안정성과 기동성을 증가시키는 전연 확장을 통합한다. 이러한 확장에는 발생된 소용돌이를 제어하도록 설계된 조정 가능한 첨단 소용돌이 컨트롤러(LEVCON)가 있고, 추력편향 시스템이 고장날 경우 빠른 스톨 복구를 포함한 균형을 제공하고 높은 받음각 작용을 개선할 수 있다. 에어 브레이크를 작동하려면 보조 날개가 위로, 플래퍼론이 아래로 꺾이고 수직 꼬리 날개가 안쪽으로 기울어 항력을 증가시킨다. 구조 재료의 대부분은 알루미늄 합금이 40.5%~44.5%, 티타늄 합금이 18.6%인 합금이지만, 항공기는 복합 재료를 광범위하게 사용하며, 복합 재료는 구조 중량의 22%-26%와 외부 표면의 약 70%를 구성한다.
처음부터 다목적 항공기로 설계된 Su-57은 큰 공대지 무기를 운반할 수 있는 상당한 내부 적재 용량을 가지고 있다. 무기들은 넓은 간격의 엔진 나셀과 날개 뿌리 근처의 부풀어오른 삼각형 모양의 페어링이 있는 작은 측면 수납 공간 사이의 큰 동체에 있는 두 개의 탠덤 주무기고에 보관되어 있다. 내부 무기 운반로는 외부 저장고에 있는 방해물을 제거하며, 외부 저장고에 비해 높은 성능을 제공할 뿐만 아니라 스텔스 기능도 유지할 수 있다. 높은 정적 불안정성(또는 운동 능력 향상)과 진보된 KSU-50 비행 조종 시스템, 비스듬히 기울어진 추력편향 분사구는 Su-57가 피치 및 요에서 출발 저항성과 높은 기동성을 갖추게 하고, 항공기가 고도를 거의 잃지 않고 평탄하게 회전하며 코브라 기동이나 후미활공과 같은 매우 높은 각도의 공격 기동을 수행할 수 있도록 한다. 공기역학과 엔진을 통해 마하 2의 속도를 낼 수 있으며 애프터버너 없이 초음속으로 비행할 수 있어 운동학적 이점이 크며, 이전 세대의 항공기보다 미사일과 폭탄의 유효 사거리를 확장한다. 연료 부하가 높은 이 전투기는 Su-27의 두 배가 넘는 1500km 이상의 초음속 사거리를 가지고 있다.

### 스텔스
Su-57은 러시아 군대에서 최초로 스텔스 기능을 강조한 항공기로, 레이더 신호를 줄이기 위해 다양한 방법을 사용한다. F-22와 같은 다른 스텔스 전투기와 마찬가지로, 항공기는 레이더 반사 면적(RCS)을 줄이기 위해 플랜폼 가장자리를 정렬한다. 날개와 제어 표면의 선행 및 후행 가장자리, 스킨 패널의 톱니 모양의 가장자리는 레이더 파동이 반사될 수 있는 방향의 수를 줄이기 위해 조심스럽게 각을 이룬다. 무기는 기체 내부의 무기고에 내장되고 안테나는 항공기의 은밀한 모양을 보존하기 위해 피부 표면에서 움푹 패여 있다. 한편, 레이더 흡수 물질(RAM) 코팅은 레이더 방출을 흡수하고 소스로의 반사를 감소시킨다. 적외선 검색 및 추적 센서 하우징은 사용하지 않을 때 뒤로 돌려지며 후면도 RAM으로 처리된다. 엔진 표면의 상당한 RCS 기여도를 가리기 위해 흡기 덕트의 벽은 RAM으로 코팅되고 S-덕트는 엔진의 압축기 표면 및 들입 안내깃(IGV)을 대부분 가린다. 나머지 노출된 엔진 표면은 원칙적으로 Boeing F/A-18E/F의 방법과 유사하게 덕트 직경의 0.7배~1.2배 거리에서 IGV 앞에 배치된 경사 차단 그리드에 의해 가려진다. 항공기 캐노피에는 70nm~90nm 두께의 금속 산화물 층이 코팅되어 있으며, 향상된 레이더 전파 흡수 기능을 통해 조종석의 레이더 회수를 30%까지 최소화하고 자외선과 열방사선의 충격으로부터 조종사를 보호한다. 스텔스 특성을 개선하기 위해 기존 러시아 전투기에 비해 생산 허용 오차가 대폭 강화됐다.
기체 형태와 생산 항공기의 RAM의 결합 효과는 항공기의 RCS를 Su-27보다 30배 작은 값으로 감소시킨 것으로 추정된다. Su-27의 RCS가 약 10m²~15 m²인 것에 비해 수호이의 T-50 스텔스 기능에 대한 특허는 평균 RCS를 약 0.1m²~ 1m²로 줄이려는 의도를 가지고 있다. Su-57의 디자인은 정면 스텔스를 강조하며, 전방 반구에서 RCS 저감 기능이 가장 두드러진다. F-22와 F-35와 같은 미국의 스텔스 디자인에 비해 후방 동체의 형상은 레이더 스텔스에 덜 최적화되어 있는데, 아마도 비용 절감의 결과 및 우호적인 통합 방공 시스템의 보호 내에서 항공기를 운용하는 러시아의 원칙의 결과일 것이다. 다른 스텔스 전투기와 마찬가지로 Su-57의 낮은 관측가능성은 주로 다른 항공기에서 발견되는 고주파(3GHz~30GHz) 레이더에 효과적이다. 레일리 산란과 공명의 효과는 기상 레이더와 조기경보레이더가 사용하는 저주파 레이더가 Su-57의 크기 때문에 Su-57를 탐지할 가능성이 더 높다는 것을 의미한다. 그러한 레이더들은 또한 크고, 방해를 일으키기 쉬우며, 덜 정확하다.

### 엔진
Su-57은 NPO-률카-새턴이젤리예117 또는 AL-41F1의 터보팬으로 구동된다. 엔진은 AL-31의 개량형으로, 9톤의 건식추력, 14.5톤의 애프터버너, 15톤의 특수 비상 동력을 생산한다. 엔진은 완전한 권한의 디지털 엔진 제어(FADEC)를 가지고 있으며 조종성과 취급을 용이하게 하기 위해 비행 제어 시스템에 통합된다 AL-41F1은 Su-35S가 사용하는 률카-새턴 이젤리예 117S 엔진과 밀접한 관련이 있고, 후자의 별도 엔진 제어 시스템이 주요 차이점이다.
Su-35S의 노즐 배열과 유사하게, 수호이 Su-57도 추력편향 노즐의 회전축이 각 각도로 비스듬히 기울어지는 추력편향 제어(TVC)를 사용한다. 노즐 자체는 한 평면에서 벡터화하며, 비스듬한 기울임은 각 노즐을 차등적으로 벡터링함으로써 롤 모멘트와 요 모멘트를 허용하고, 따라서 항공기가 피치, 요 및 롤의 세 항공기 축 모두에 대한 추력편향 순간을 생성할 수 있다. 엔진 입구에는 초음속 효율을 위한 가변 흡기 램프와 접이식 메쉬 스크린이 통합되어 있으며, 특히 짧고 간소한 활주로에서 작동할 때 이물질 흡입으로 인한 엔진 손상을 방지한다. 2014년 인도 공군은 AL-41 F1의 신뢰성과 성능에 대해 공개적으로 우려를 표명했다. 2011년 모스크바 에어쇼에서 Su-57은 압축기 스톨로 인해 이륙을 중단했다.
Su-57M은 2020년대 중반 새턴 이젤리예 30이라는 이름 하에 개발 중인 NPO 새턴의 새로운 엔진을 탑재할 예정이다. 엔진은 11톤의 건식추력과 17.5톤의 애프터버너의 추산치로 설계되었다. 새로운 동력원은 AL-41F1에 비해 향상된 성능, 신뢰성, 비용 외에도 유리섬유 플라스틱 IGV와 톱니 모양의 플랩이 있는 새로운 노즐로 항공기의 레이더와 적외선 신호를 감소시킬 것이다.

### 무장
Su-57은 날개 뿌리 부근의 동체 아래에 삼각형 부분 페어링과 길이 4.4m, 폭 0.9m의 대형 무기고 2개와 측면 무기고 2개를 가지고 있다. 주무기고에는 Vympel사가 제작한 두 종류의 발사기, 최대 300kg(660lb)의 미사일용 UVKU-50L 및 최대 700kg(1,500lb)의 무기용 UVKU-50U가 있다. 측면 무기고는 VPU-50 발사 레일을 사용한다.
공대공 전투를 위해 Su-57은 2개의 주무기고에 4개의 가시거리 미사일과 2개의 단거리 미사일을 탑재하고 있다. 주요 중거리 미사일은 능동형 레이더 자동유도장치를 단 R-77M(이즈델리예 180)으로, AESA 탐색기, 듀얼 소켓 모터, 기존 리어 핀을 탑재한 개량형 R-77이다. 단거리 미사일은 적외선 자도유도장치("열탐색")를 단 R-74M2(이즈델리예 760)로, 내부 수송을 위해 단면을 축소한 개량형 R-74이다. R-74M2를 대체하기 위해 K-MD로 명명된 클린시트형 단거리 미사일(izdeliye 300)이 개발되고 있다. R-37M의 후속 개발인 이즈델리예 810 미사일은 각 주무기고에 2개씩 탑재할 수 있다.
지상 목표물을 타격하기 위해서 250 kg (550 lb) KAB-250 또는 500 kg (1,100 lb) KAB-500 정밀 유도 폭탄을 주무기고에 실을 수 있다. 내부 무기고에는 Kh-38M 공대지 미사일, Kh-35U (AS-20 "카야크") 대함 미사일, Kh-58USHK (AS-11 "Kilter") 대레이더 미사일, Kh-59MK2 순항 미사일을 탑재할 수 있다. Su-57은 스텔스가 필요 없는 임무를 위해 6개의 외부 하드포인트에 대부분의 러시아 전술 전투기가 사용할 수 있는 예비무기를 탑재할 수 있다. Kh-47M2 킨잘 ALBM과 유사한 특성을 가진 새로운 극초음속 미사일도 Su-57용으로 개발되고 있다.
Su-57은 9A1-4071K (GSH-30-1) 30mm 기관포를 가지고 있으며, 150개의 탄약이 우측 LEVCON 루트 근처에 내부에 장착되어 있다. 이 무기는 공중 목표물에 대해 800m(870yd), 표면 목표물에 대해 1,800m(2,000yd)의 유효 사거리를 가지고 있다.

### 콕핏
Su-57은 아날로그 게이지가 없는 글라스 콕핏을 가지고 있으며, 정보는 Su-35S의 배열과 유사한 38cm(15인치)의 주요 다기능 LCD 디스플레이에 표시된다. 기본 디스플레이를 보완하는 것은 더 작은 다기능 디스플레이와 디지털 제어 패널이다. 조종석에는 광각(30°x 22°) 전방 시현기(HUD)가 있다. 주 제어 장치는 조이스틱과 한 쌍의 스로틀이며, 모든 주요 기능은 HOTAS로 제어된다.
이 항공기는 g-수트와 산소 발생 방지 시스템으로 구성된 NPP 즈베즈다 K-36D-5 분사 시트와 SOZhE-50 생명 유지 시스템을 사용한다. 조종사는 NSTsI-50 디지털 디스플레이 시스템을 탑재하는 ZSh-10B 헬멧을 장착하고 있고, 이 시스템은 동공 추적을 통해 조종사의 상황 인식을 향상시키고 시야에서 벗어난 높은 각도에서 표적을 교전할 수 있도록 한다. 30kg(66lb) 산소 생성 시스템은 조종사에게 무제한 산소 공급을 제공한다. 생명유지장치는 조종사가 한 번에 최대 30초까지 9g의 조종을 할 수 있도록 한다. 배출 시트와 새로운 PPK-7 비행복은 0 ~ 20,000m(66,000ft)의 고도와 0 ~ 1,300km/h(810mph)의 기기 공기 속도에서 안전한 사출을 가능하게 한다. 시스템은 또한 조종사가 탈출한 후 조종사를 보조하는 생존 키트를 포함한다.

### 항공전자장치

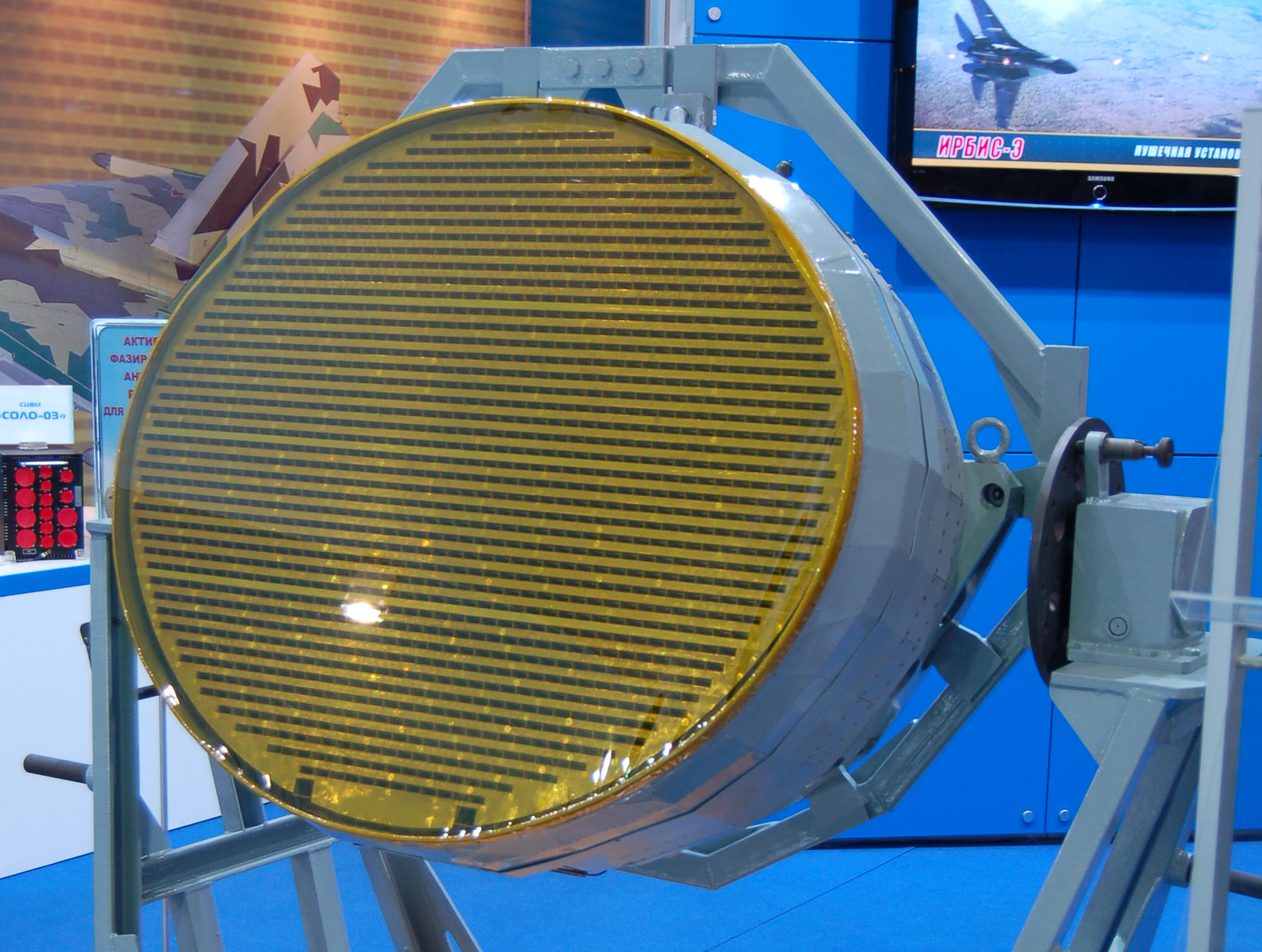
N036-1-01 X-밴드 AESA 레이더

PA KFA 프로그램의 주요 기술적 목표 중 하나는 항전 시스템의 완전한 통합 또는 센서 융합을 달성하고 조종사의 상황 인식을 높이고 작업량을 줄이는 것이다. Su-57의 온보드 시스템의 통합은 IUS(러시아어: ИУС, Информационно-управляющая система)에 의해 제어되며, IUS의 컴퓨터 시스템은 랴잔에 있는 GRPZ가 개발했다. 주요 항공전자 시스템은 Sh-121 (Ш-121) 다기능 통합 무선 전자 시스템(MIRE)과 101K "Atoll" (101КС "Атолл")전기 광학 시스템이다. 이전의 수호이 항공기와 결별하면서, IUS 시스템 통합은 라멘스코예의 RPKB가 아닌 수호이 자체에서 수행되었다. IMA BK (ИМА БК, Интегрированной модульной авионики боевых комплексов)라고 불리는 통합 항전 제품군은 광섬유 채널을 사용하며 4백만 개 이상의 LOC에서 작동한다.

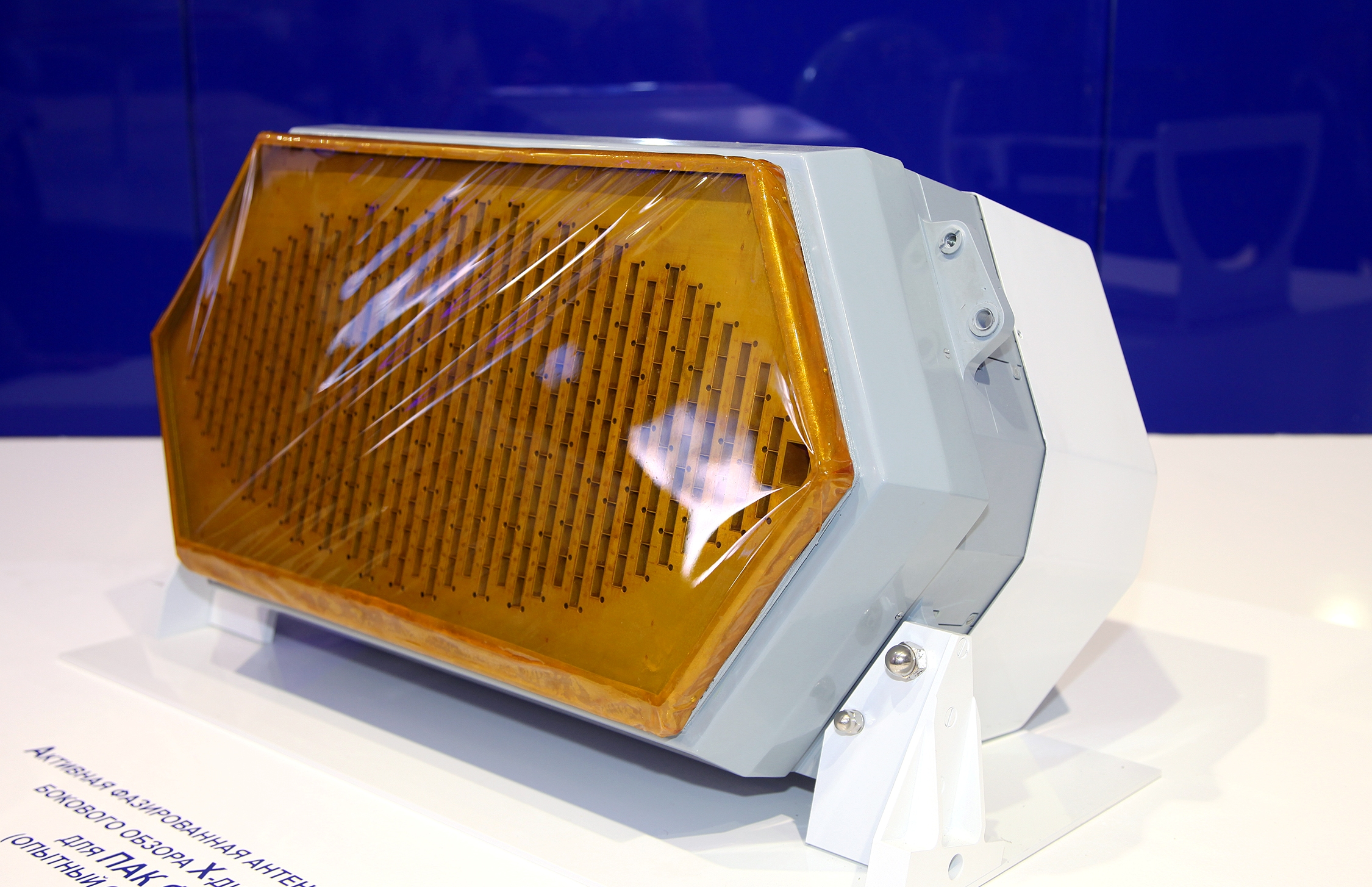
N036B-1-01 X-밴드 AESA 측면 감시 레이더

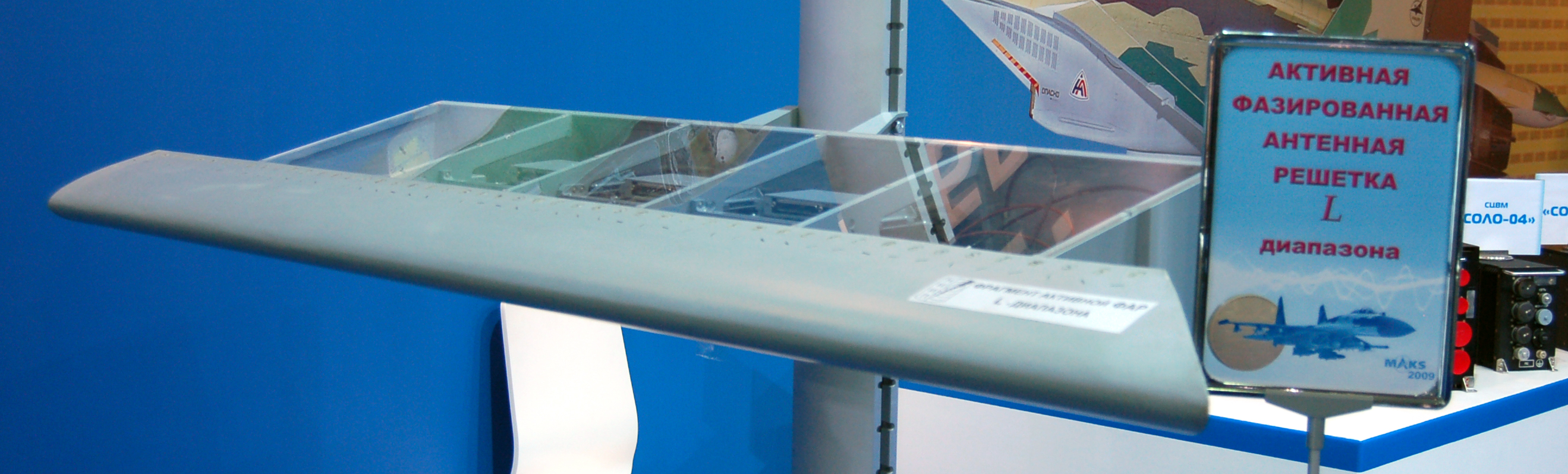
N036L-1-01 L-밴드 배열

Sh-121은 N036 벨카 시스템과 L402 히말라야 전자 대책 시스템으로 구성되어 있다. Tikhomirov NIIP 연구소가 개발한 N036은 각도 범위를 높이기 위해 전방 동체 양 옆에 내장된 404개의 T/R 모듈과 함께 1,514개의 T/R 모듈과 양측 감시용의 N036B-1-01 X-밴드 AESA 레이더로 이루어진 주 노즈 장착형 N036-1-01 X 밴드 AESA 레이더 또는 러시아어 명명법으로 활성 위상배열 레이더 (АФАР, Активная фазированная антенная решётка)로 구성되어 있다. 노즈 안테나는 스텔스 기능을 위해 뒤로 기울어져 있다. 게다가 측면 레이더는 Su-57이 자체 미사일을 유도할 수 있는 동시에 빔 전술을 사용할 수 있게 해준다. 또한 N036L-1-01L 밴드 수신기 2개가 N036Sh 포코스니크(리퍼) 피아식별 뿐만아니라 전자전 목적으로도 사용되는 날개 끝의 플랩에 장착되어 있다. N036YeVS의 X-밴드 및 L-밴드 신호 처리외 GRPZ Solo-21 컴퓨터는 시스템의 정보를 크게 향상시킨다. 칼루가 라디오 공학 연구소에서 제작한 L402 Himalam ECM 제품군은 자체 배열과 N036 레이더 시스템을 모두 사용하며, 배열들 중 하나는 기체의 두 엔진 사이의 등쪽 침에 장착되어 있다. 중복 무선 전화 통신 및 암호화된 데이터가 여러 항공기 사이에 교환되며, 또한 Polyot가 개발한 S-111 시스템이 지휘 센터(지상 및 해상 기반 및 공중)에 정보를 제공한다.

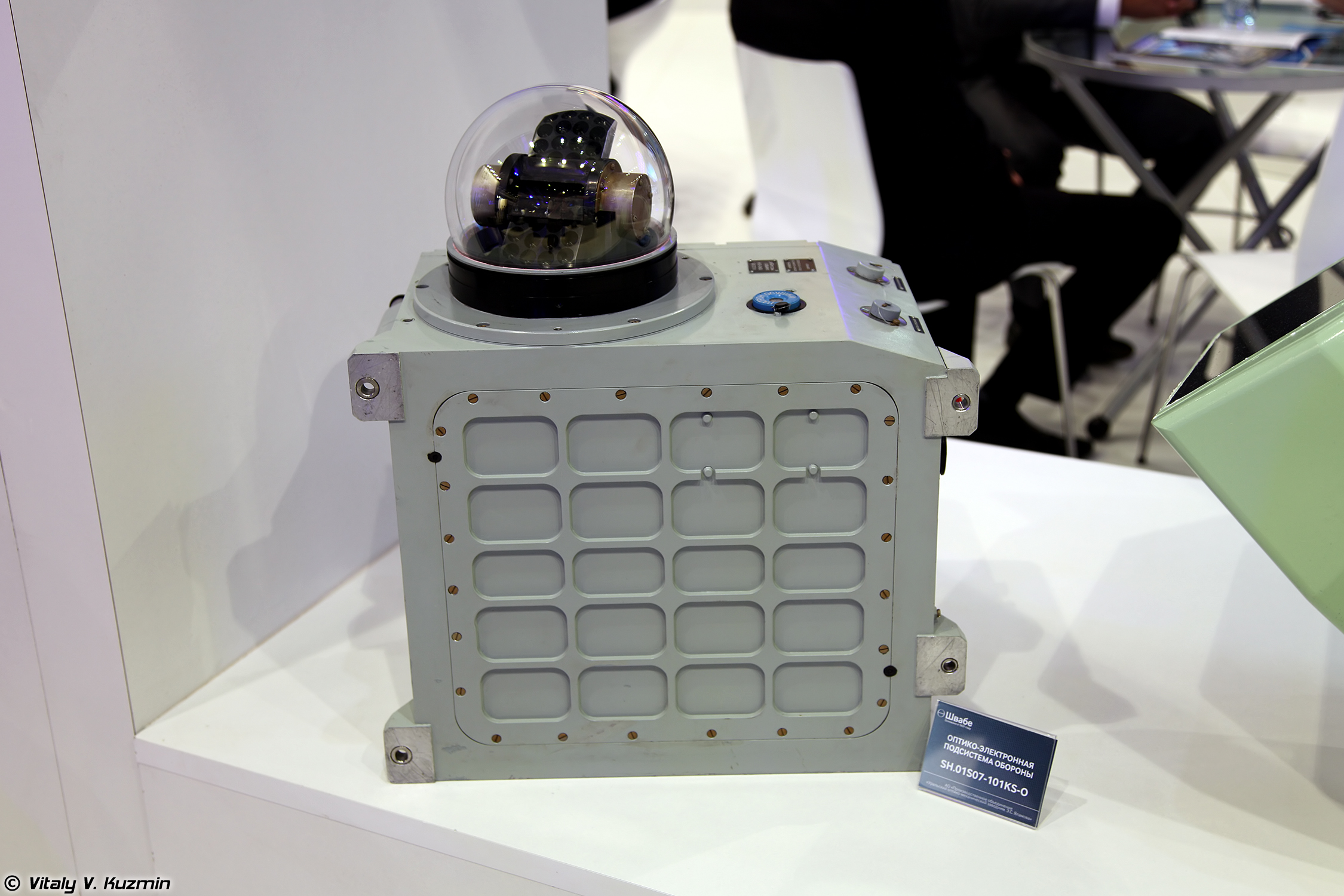
101KS-O DIRCM 터렛

UOMZ 101KS "Atoll" 전기 광학 시스템은 101KS-V 적외선 탐색 추적 장비, 101KS-O DIRCM, 101KS-U 자외선 미사일 경보장치, 저고도 비행 및 착륙을 위한 101KS-P 열영상기, 101KS-N 항법 및 목표조준장치로 구성되어 있다. IRST 포탑은 조종석 앞 우현 쪽에 장착되며 여러 표적을 동시에 추적할 수 있다. 사용하지 않을 때는 수신기를 뒤로 돌리고 뒷면은 RAM으로 처리하여 스텔스 상태를 유지한다. Su-57은 DIRCM 시스템을 탑재한 최초의 전투기이며, 한 대는 캐노피 뒤에, 다른 한 대는 조종석 아래에 장착된다. 이 항공기는 플레어, 레이더 유인장치, 1회용으로 프로그래밍이 가능한 ECM 송신기와 같은 대응책을 배치할 수 있다. 이러한 대응책를 위한 장치는 엔진 사이의 꼬리부리에 장착된다.
비행 중 항법용으로 Su-57은 무선전자공학 연구소에서 개발한 BINS-SP2M 관성항법장치를 사용한다. 이 시스템은 또한 글로나스와 통합될 수 있고, IVS-50 컴퓨팅 시스템에 의해 제어된다. 2016년, KRET는 Su-57의 목표 탐지 범위를 늘리고 목표물의 자동 탐지 및 추적을 개선하기 위해 오호트니크(Okhotnik)라고 불리는 다기능 비디오 처리 시스템을 개발하고 있다고 발표했다. 모니터링 시스템을 통해 항공기 상태를 실시간으로 평가할 수 있고, 기계적인 영향에 민감한 정보를 광섬유를 통해 구조물로 엮어서 항공기의 복합 부품의 남은 '수명'을 예측할 수 있다. 이를 통해 보다 효율적인 유지 보수 및 수리 과정을 수행할 수 있다. Su-57은 또한 러시아의 미래 6세대 전투기 프로그램에 사용하기 위한 첨단 AI와 무인 팀 구성 기술의 시험대가 될 수 있다. 그 항공기는 조종사가 탑승하지 않은 채 자율 비행도 시험했다.

## 운용 역사

### 시리아 파병과 평가
2018년 2월 21일, Su-57 2대가 시리아의 흐메이밈 공군기지에 착륙하는 모습이 포착됨으로써 첫 국제 비행을 수행했음이 확인되었다. 해당 전투기들은 수호이 Su-35 전투기 4대, 수호이 Su-25기 4대, 베리예프 A-50 AEW&C기 1대와 함께 배치되었다. 3일 후, Su-57 2대가 시리아에 도착했다고 보고되었다.  이 배치는 특히 흐메이밈 공군기지에서 드론 공격이 있었다는 보고가 있은 후, 일부 전문가들에 의해 지나치게 위험하다는 비판을 받았고, 단지 며칠의 짧은 기간 때문에 가치가 제한적이었다. 러시아 조국수호의 날과 배치가 겹친 만큼 대통령의 국정연설을 뒷받침하기 위한 목적이었을 수도 있다. 또한 전장에 항공기를 배치하는 것은 항공기의 마케팅을 강화하는 데 도움이 될 수 있다. 2018년 3월 1일, 러시아 국방장관 세르게이 쇼이구는 Su-57 두 대가 시리아에서 이틀을 보냈으며 성공적으로 무기 작동 매개변수가 모니터링되는 전투 실험을 포함한 시험 프로그램을 완료했다고 확인했다. 2018년 5월 25일, 러시아 국방부는 2018년 2월 시리아 파병 당시 Su-57이 Kh-59 MK2로 추정되는 순항미사일을 발사했다고 밝혔다.  2018년 11월 18일, 국방부는 전투기의 비행을 담은 동영상을 게시했으며, Su-57이 시리아에 배치되는 동안 10회의 비행을 수행했다고 발표했다. 그러나 비디오는 시험 비행이 언제 일어났는지 명시하지 않았다.
2019년 12월 18일, 발레리 게라시모프 러시아 참모총장은 러시아 국방부가 다시 한번 Su-57을 시리아에서 시험했고, 모든 임무를 성공적으로 수행했다고 말했다.

### 실전 투입
2020년 12월 25일, 러시아 국방부는 최초의 다기능 5세대 전투기 Su-57의 도입을 발표했으며, 남부군관구의 항공 연대 중 한 곳에서 운용하기 시작했다. 24대의 항공기로 구성된 최초의 완전 운용형 Su-57 연대는 2025년이 되어야 편성될 것으로 보인다.
러시아 소식통들은 Su-57 전투기가 2022년 러시아의 우크라이나 침공이 시작된 지 2, 3주 만에 사용돼 우크라이나 방공작전구역 밖에서 미사일로 목표물을 타격했다고 주장하고 있다.  다른 러시아 항공기들도 행동범위가 주로 러시아 영공에 제한된다.

## 파생형

### Su-57E
수출용 파생형이다. 2019년 3월 28일, 랑카위 국제 해양 항공전에서 처음으로 국제 고객에게 홍보되었다. 2019년 3월 28일 모스크바의 MAKS 국제항공우주살롱에서 공식적으로 공개되었다. 로소보로넥스포르트는 이 항공기를 균형다목적기로 마케팅하고 있다.

### Su-57M
Megapolis라는 프로그램명으로 Su-57 원형을 개량한 파생형으로, 개선된 임무 시스템, 신뢰성과 유지보수의 향상, 새로운 비행 제어 액추에이터, 새터니즈델리예 30 엔진을 통합했다. 비행시험은 2022년에 시작될 계획이며, 2020년대 중반에는 일련 생산이 계획되어 있다.

### FGFA
수호이/HAL FGFA는 인도 공군을 위한 Su-57의 계획된 버전이었지만 인도는 시제품이 제작되기 전에 2018년 FGFA 프로그램에서 철수했다. FGFA는 PAKFA의 주요 수출 버전으로, 스텔스, 초음속 비행, 센서, 네트워킹, 전투용 항공전자기에 대한 개선으로 43가지 면에서 차이를 보였다.  FGFA에 대한 상반된 보고가 있었고, 인도는 기존 PAK FA에 대한 수많은 개선 사항을 상세히 기술한 반면, 유나이티드 항공사의 대표인 미하일 포고샨은 2013년에 PAK FA와 FGFA가 "동일한 기내 시스템과 항공전자장치"를 사용할 것이라고 말했다. 인도는 항공기의 스텔스, 레이더, 초음속 비행 능력에 대한 우려를 이유로 러시아와의 계약 체결을 자제해 왔다.

### 기타
2008년, UAC의 알렉세이 페도로프 회장은 F-35와 비슷한 소형 전투기를 생산하기 위해 5세대 기술을 적용하는 것에 대한 결정은 PAK FA의 개발이 완료될 때까지 기다려야 한다고 말했다.
Su-57의 해군 버전은 프로젝트 23000E 또는 쇼톰급 항공모함용으로 제안되었다. 항모 프로젝트용 모델들은 Su-57을 탑재하고 있으며, 접이식 날개와 안정기를 갖추고 있다. Su-57은 이륙 램프와 전자식 항공기 발진시스템을 사용할 수 있어야 한다. 2024년부터 2033년까지의 미래 국가 군비 계획(GVP) 초안에는 Su-57을 기반으로 한 새로운 항공모함 기반 전투기의 개발이 포함되어 있다.
2019년 1월, Su-57의 세 번째 Su-57 시제품이 수호이 S-70 아호트니크-B UCAV와의 상호 작용 및 항전 시스템 테스트에 사용되고 있다는 보고가 들어왔다. 2021년 1월에는 조종사 훈련과 수호이 S-70 오호트니크 UCAV의 조종을 보장하기 위해 사용될 Su-57의 2인승 변형이 개발 중이라는 것이 공식적으로 선언되었다.

## 사용 국가
러시아
- 러시아 항공우주군
  - 러시아 공군 – 76기를 주문했다.[67][70] 2019년에 배송될 예정이었지만 추락한 1기,[177] 2020년에 1기,[2][178] 2021년에 2기,[179] 2022년 2기를 받았다.[4][N 7]

## 사건·사고
2014년 6월 10일, 수호이 Su-57의 5번째 시제품인 T-50-5 항공기는 착륙 후 엔진 화재로 심각한 손상을 입었다. 조종사는 무사히 탈출할 수 있었다. 그 후, 항공기는 해체되었고, 6번째 "1단계" 시제품을 완성하기 위해 인양 가능한 부품들이 식인되었다.
2019년 12월 24일, 첫 번째 Su-57은 공장 시험 마지막 단계 중 하바롭스크 변경주의 짐기 공항에서 110km ~120km 떨어진 지점에 제어 시스템 고장으로 추락했다. 조종사는 탈출하였고 헬리콥터로 구조되었다. TASS에 따르면 시험비행은 고장이 발생했을 때 고도 8000m에서 이뤄져 비행기가 급나선 하강 상태가 되었다. 수동비행제어장치를 이용해 수평비행을 시도했으나 모두 실패하자 조종사는 고도 2000m에서 탈출했다.

## 같이 보기
- 5세대 전투기
- 수호이

개발 연관
- 수호이 Su-35S[N 8]
- 수호이 Su-47
- 수호이 S-70 아호트니크-B
- 수호이 Su-75

### 참조주
1. 1 2 3  “Первый серийный истребитель Су-57 поступил в авиаполк Южного военного округа”.
2. ↑  “Совершил первый полет последний Су-57, — источник”. 《News.rambler.ru》. 2017년 12월 26일에 원본 문서에서 보존된 문서. 2018년 1월 3일에 확인함.
3. 1 2 3  “В Новосибирске замечены два новых истребителя Су-57”. 《avia.pro》. 2022년 5월 28일.
4. ↑  “NATO assigns new reporting name for Su-57 5th generation jet fighter”. 《ruaviation.com》. 2019년 11월 1일. 2019년 11월 2일에 확인함.
5. 1 2  “Russia's 5th-generation fighter jet named as Su-57”. 《TASS》 (영어). 2017년 8월 12일에 원본 문서에서 보존된 문서. 2017년 8월 11일에 확인함.
6. 1 2  “Sukhoi Company launches flight tests of PAK FA advanced tactical frontline fighter”. 《Sukhoi.org》 (보도 자료). 2010년 1월 29일. 2011년 5월 1일에 원본 문서에서 보존된 문서. 2011년 1월 26일에 확인함.
7. ↑  Cohen, Ariel (2009년 1월 16일). “Russia bets on new Sukhoi fighter to match F-35”. 《United Press International》. 2010년 2월 5일에 원본 문서에서 보존된 문서. 2010년 1월 11일에 확인함.
8. 1 2  Druzhinin, Alexei. “Russian Air Force to buy over 60 fifth-generation fighters”. RIA Novosti. 2010년 8월 5일에 원본 문서에서 보존된 문서. 2011년 1월 26일에 확인함.
9. ↑  Butowski (2021), p. 5
10. ↑  Gordon 2021, p. 7
11. 1 2  Gordon, Yefim (2002). 《Sukhoi S-37 and Mikoyan MFI: Russian Fifth-Generation Fighter Technology Demonstrators》. Warbird Tech 1. Hinckley, UK: Midland Publishing. ISBN 1-85780-120-2.
12. ↑  Butowski (2021), pp. 21–22
13. ↑  Gordon 2021, pp. 95–96
14. ↑  Butowski (2021), pp. 22–24
15. 1 2  Gordon 2021, pp. 96–97
16. ↑  Butowski, p. 13
17. ↑  Butowski (2021), p. 25
18. ↑  “Russia to test PAK-FA in 2007”. ITAR-TASS. 2005년 6월 8일.
19. 1 2  Butowski (2021), p. 26
20. ↑  Perry, Dominic (2014년 6월 10일). “Fire damages PAK-FA prototype on landing”. 《Flightglobal》. 2014년 6월 14일에 원본 문서에서 보존된 문서. 2014년 6월 12일에 확인함.
21. 1 2  “KnAAPO PAK FA information page”. 2014년 3월 8일에 원본 문서에서 보존된 문서. 2014년 6월 23일에 확인함.
22. ↑  Butowski (2021), p. 16
23. 1 2  Butowski, Piotr (2004년 6월 22일). “Halfway to PAK FA: the latest addition to the Su-27 family seeks to bridge the gap to the fifth generation combat aircraft”. 《Interavia Business & Technology》 (Aerospace Media Publishing  - HighBeam Research 경유 (구독 필요)). OCLC 71365085. 2015년 9월 24일에 원본 문서에서 보존된 문서. 2013년 4월 19일에 확인함.
24. ↑  Butowski, Piotr (2007년 9월 22일). “Wraps come off new Russian fighters: Russia's so-called "intermediate-generation" fighters made their debut at MAKS 2007”. 《Interavia Business & Technology》. Aerospace Media Publishing  - HighBeam Research 경유 (구독 필요). OCLC 71365085. 2013년 11월 5일에 원본 문서에서 보존된 문서. 2013년 4월 19일에 확인함.
25. ↑  Коц, Андрей (2017년 8월 8일). “Эволюция ПАК ФА. Как менялся российский истребитель пятого поколения” (러시아어). RIA Novosti. 2017년 8월 11일에 원본 문서에서 보존된 문서. 2017년 8월 12일에 확인함.
26. ↑  “Russia to build fifth-generation fighter prototype soon”. RIA Novosti. 2007년 8월 8일. 2007년 8월 16일에 원본 문서에서 보존된 문서. 2007년 8월 8일에 확인함.
27. ↑  “Russia's next-generation warplane to make maiden flight in 2009”. RIA Novosti. 2009년 1월 21일. 2013년 5월 18일에 원본 문서에서 보존된 문서. 2009년 1월 26일에 확인함.
28. ↑  “Premier Putin satisfied with Russian fifth-generation fighter tests”. RIA Novosti. 2010년 4월 20일. 2013년 5월 10일에 원본 문서에서 보존된 문서. 2010년 4월 20일에 확인함.
29. ↑  Butowski (2021), p. 54
30. ↑  “The contract to develop a sketch and technical project of the Russian-Indian 5th -generation fighter was completed”. 《Sukhoi.org》 (보도 자료). 2013년 10월 5일에 원본 문서에서 보존된 문서. 2013년 11월 16일에 확인함.
31. ↑  “India, Russia to ink new military pact”. 《The Times of India》. 2009년 10월 10일. 2013년 7월 5일에 원본 문서에서 보존된 문서. 2013년 5월 11일에 확인함.
32. ↑  “India, Russia to Ink gen-5 fighter pact”. Business Standard. 2012년 10월 6일에 원본 문서에서 보존된 문서. 2012년 11월 19일에 확인함.
33. ↑  “Medvedev Flair Firms Up Indo-Russian Relations”. Observer Research Foundation. 2010년 12월 29일. 2012년 9월 9일에 원본 문서에서 보존된 문서. 2012년 5월 18일에 확인함.
34. ↑  “India withdraws from FGFA project, leaving Russia to go it alone”. Jane's 360. 20 April 2018. 23 May 2018에 원본 문서에서 보존된 문서.
35. ↑  Halpin, Tony (2010년 1월 30일). “Russia unveils its first stealth fighter jet – the Sukhoi T-50”. The Times. 2011년 6월 4일에 원본 문서에서 보존된 문서. 2010년 2월 7일에 확인함.
36. ↑  “Sukhoi PAK FA Updates: First Prototype by August 2009, Special Software for Indian Versions”. India Defence. 2009년 2월 28일. 2009년 3월 4일에 원본 문서에서 보존된 문서. 2009년 3월 13일에 확인함.
37. ↑  Solovyov, Dmitry (2009년 8월 20일). “Interview: Russia's new fighter to fly by yr-end – Sukhoi”. 《Reuters》. 2010년 1월 16일에 원본 문서에서 보존된 문서. 2009년 8월 20일에 확인함.
38. ↑  “Russia to start 5th generation fighter tests in 2010 – deputy PM”. RIA Novosti. 2009년 12월 8일. 2009년 12월 13일에 원본 문서에서 보존된 문서. 2009년 12월 8일에 확인함.
39. ↑  “Начались испытания российского истребителя пятого поколения” [Russian fifth-generation fighter tests have begun]. 《Lenta.ru》. 2009년 12월 24일. 2009년 12월 27일에 원본 문서에서 보존된 문서. 2009년 12월 26일에 확인함.
40. ↑  “Sukhoi fifth-generation fighter taxiing”. BBC Russian Service. 2009년 12월 24일. 2010년 1월 13일에 원본 문서에서 보존된 문서. 2009년 12월 30일에 확인함.
41. ↑  Reed Business Information Limited. “PICTURES & VIDEO: Sukhoi's PAK FA fighter completes first flight”. 《Flightglobal.com》. 2014년 2월 16일에 원본 문서에서 보존된 문서. 2014년 11월 14일에 확인함.
42. ↑  Pandit, Rajat. “1st test of 5-Gen fighter in Russia”. Times of India. 2012년 3월 29일에 원본 문서에서 보존된 문서. 2011년 1월 26일에 확인함.
43. 1 2  “Russia tests 2nd prototype of fifth-generation fighter”. RIA Novosti. 2011. 2011년 3월 5일에 원본 문서에서 보존된 문서. 2011년 3월 3일에 확인함.
44. ↑  “Fifth PAK FA fighter aircraft made its first flight in Komsomolsk-on-Amur”. 《Sukhoi.org》 (보도 자료). 2013년 10월 28일. 2013년 11월 11일에 원본 문서에서 보존된 문서. 2013년 11월 16일에 확인함.
45. ↑  “Т-50 – Альбомы” (러시아어). KnAAPO. 2017년 8월 13일에 원본 문서에서 보존된 문서. 2017년 8월 12일에 확인함.
46. ↑  Butowski (2021), p. 44
47. ↑  bmpd (2017년 7월 31일). “Как сообщается, серийный вариант истребителя Т-50 получил официальное наименование Су-57”. 《bmpd》. 2018년 2월 25일에 원본 문서에서 보존된 문서. 2018년 12월 6일에 확인함.
48. 1 2  Gordon (2021), pp. 193–197
49. ↑  Butowski, Piotr. "Putin's Raptorski". Air International, Vol. 93, No 3, September 2017, pp. 24–27. Stamford, UK: Key Publishing.
50. ↑  Ведмеденко, Илья (2017년 8월 7일). “Новый экземпляр Су-57 совершил свой первый полет, — источник”. 《Naked Science》 (러시아어). 2017년 8월 7일에 원본 문서에서 보존된 문서. 2017년 8월 12일에 확인함.
51. ↑  Butowski (2021), p. 45
52. ↑  Sysoev, Grigoriy (2012년 2월 13일). “Russia to Increase Number of 5G Fighters in Test Flights”. RIA Novosti. 2012년 4월 17일에 원본 문서에서 보존된 문서. 2014년 10월 16일에 확인함.
53. ↑  “PAK FA – Russia Special Report”. 《Flightglobal》. 2011년 8월 2일. 2014년 5월 28일에 원본 문서에서 보존된 문서. 2014년 5월 10일에 확인함.
54. ↑  "Sukhoi: Development of PAK FA is going on without any failures" 보관됨 23 10월 2014 - 웨이백 머신 Russian Aviation, 28 July 2011.
55. ↑  Butowski (2021), p. 58
56. ↑  Druzhinin, Alexei. “Russian military to buy 60 fifth-generation fighters after 2016”. RIA Novosti. 2010년 8월 5일에 원본 문서에서 보존된 문서. 2011년 1월 26일에 확인함.
57. ↑  Safronov, Ivan (2015년 3월 25일). “Russian Air Force to buy fewer PAK FA fighter aircraft”. 《Russia & India Report》. 2015년 7월 27일에 원본 문서에서 보존된 문서.
58. ↑  Sweetman, Bill (2013년 12월 21일). “T-50 Update”. 《Aviation Week》. 2014년 5월 28일에 원본 문서에서 보존된 문서. 2014년 5월 24일에 확인함.
59. ↑  Majumdar, Dave (2017년 2월 16일). “Russia's Fearsome PAK-FA Stealth Fighter Will Enter Service in 2018”. 《The National Interest》 (영어). 2017년 4월 9일에 원본 문서에서 보존된 문서. 2017년 4월 9일에 확인함.
60. ↑  “Первый контракт на поставку истребителей Су-57 заключат в ближайшее время” (러시아어). 2018년 7월 1일에 원본 문서에서 보존된 문서. 2018년 6월 30일에 확인함.
61. ↑  Karnozov, Vladimir. “Russia Places Initial Production Order for Stealth Fighter”. 《Aviation International News Online》 (미국 영어). 2018년 7월 13일에 원본 문서에서 보존된 문서. 2018년 7월 13일에 확인함.
62. ↑  “ЛИПЕЦКИЙ АВИАЦЕНТР СКОРО ПОЛУЧИТ ИСТРЕБИТЕЛИ ПЯТОГО ПОКОЛЕНИЯ СУ-57”. 《RIA Novosti》. 2018년 7월 14일. 2018년 7월 21일에 원본 문서에서 보존된 문서. 2018년 7월 21일에 확인함.
63. ↑  “Первые истребители Су-57 готовы к отправке в войска”. 《Russia-24》. 2018년 6월 30일. 2018년 7월 21일에 원본 문서에서 보존된 문서. 2018년 7월 21일에 확인함.
64. ↑  Gady, Franz-Stefan. “Russia Will Not Mass-Produce 5th Generation Stealth Fighter Jet”. 《The Diplomat》 (미국 영어). 2018년 7월 13일에 원본 문서에서 보존된 문서. 2018년 7월 21일에 확인함.
65. ↑  Lockie, Alex. “Russia admits defeat on its 'stealth' F-35 killer by canceling mass production of the Su-57 fighter jet”. 《Business Insider》 (미국 영어). 2018년 7월 17일에 원본 문서에서 보존된 문서. 2018년 7월 21일에 확인함.
66. 1 2  “Минобороны и "Сухой" заключили контракт на поставку двух Су-57”. 《TASS》. 2018년 8월 22일. 2018년 8월 23일에 원본 문서에서 보존된 문서. 2018년 8월 23일에 확인함.
67. ↑  “Источник: контракт на поставку 13 Су-57 для ВКС России планируется подписать в 2020 году”. 《TASS》. 2019년 1월 15일. 2019년 1월 16일에 원본 문서에서 보존된 문서. 2019년 1월 17일에 확인함.
68. ↑  “Putin says 76 Su-57 jets to be purchased before 2028”. 《TASS》. 2019년 5월 15일. 2019년 5월 17일에 원본 문서에서 보존된 문서. 2019년 5월 18일에 확인함.
69. 1 2  “Минобороны получит 76 истребителей Су-57”. 《TASS》. 2019년 6월 27일. 2019년 6월 28일에 확인함.
70. ↑  “Russian Defense Ministry to get 76 Su-57 fighter jets”. 《TASS》. 2019년 6월 27일. 2019년 6월 28일에 확인함.
71. ↑  “На "Армии-2019" подписаны контракты на боеприпасы для Су-57”. 《TASS》. 2019년 8월 27일. 2019년 11월 17일에 확인함.
72. ↑  “Russia launches serial production of Su-57 fifth-generation fighter jet”. TASS. 2019년 7월 29일. 2020년 12월 25일에 확인함.
73. ↑  “Тяжёлый Ударный Беспилотный Летательный Аппарат "Охотник"” (러시아어). bastion-opk.ru. 2022년 7월 19일에 원본 문서에서 보존된 문서. 2020년 1월 9일에 확인함.
74. 1 2  Butowski (2021), p. 89
75. ↑  “Небесная электромеханика: Су-57 получит новейшие системы управления” (러시아어). Izvestia. 2020년 4월 27일. 2020년 5월 2일에 확인함.
76. ↑  “Russia tries something different – an 'electric' Su-57 fighter jet”. 《bulgarianmilitary.com》. 2020년 4월 27일. 2020년 5월 2일에 확인함.
77. ↑  “Шойгу заявил, что боевые возможности российской армии за 2020 год возросли на 13%”. TASS. 2020년 12월 21일. 2020년 12월 25일에 확인함.
78. ↑  Donald, David (2021년 7월 20일). “New Sukhoi Fighter Design Unveiled at MAKS”. 《Aviation International News》.
79. ↑  “Sukhoi Unveils Export-Oriented Light Fighter”. 《Aviation Week》. 2021년 7월 22일.
80. ↑  “U.S. Treasury Sanctions Russia’s Defense-Industrial Base, the Russian Duma and Its Members, and Sberbank CEO”. 《U.S. Department of the Treasury》 (영어). 2022년 4월 29일에 확인함.
81. ↑  Seoul, Yang Jie in Tokyo and Jiyoung Sohn in (2022년 3월 19일). “Chip Sanctions Challenge Russia’s Tech Ambitions”. 《Wall Street Journal》 (미국 영어). ISSN 0099-9660. 2022년 4월 29일에 확인함.
82. ↑  “Here's What the New, Tightened SWIFT Sanctions on Russian Banks Actually Do”. 《Time》 (영어). 2022년 4월 29일에 확인함.
83. ↑  Karnozov, Vladimir (2010년 1월 29일). “Sukhoi's PAK FA fighter completes first flight”. 《Flightglobal》. 2014년 2월 16일에 원본 문서에서 보존된 문서. 2010년 2월 1일에 확인함.
84. 1 2  RU 2440916 C1, "Самолет интегральной аэродинамической компоновки, Airplane with integral aerodynamic configuration (Sukhoi patent on T-50 configuration)", published 2012-01-27
85. ↑  Sweetman, Bill. "New moves". Aviation Week and Space Technology, 10 August 2013. p. 43.
86. ↑  RU 2503584, "Маневренный самолет (Maneuverable aircraft)" “보관된 사본”. 2015년 6월 26일에 원본 문서에서 보존된 문서. 2022년 7월 20일에 확인함.
87. 1 2 3 4 5 6 7  Sweetman, Bill (2013년 8월 19일). “Sukhoi T-50 Shows Flight-Control Innovations”. 《Aviation Week》. 2013년 10월 20일에 원본 문서에서 보존된 문서. 2013년 11월 16일에 확인함.
88. ↑  Gordon 2021, pp. 312
89. ↑  “Su-57 Felon – Materials”. 《Global Security》.
90. ↑  Lake 2010, pp. 26–33.
91. ↑  Butowski (2021), p. 67
92. ↑  “2 new videos show Russian Su-57s fighters landing at the same time and performing flat spins”. 《Business Insider》 (미국 영어). 2018년 11월 27일. 2018년 11월 30일에 원본 문서에서 보존된 문서. 2018년 11월 30일에 확인함.
93. ↑  Butowski (2021), p. 27
94. ↑  Butowski, Piotr. “T-50 Turning and Burning over Moscow”. 《Air International》. 85권 4 October 2013호 (Stamford, UK: Key Publishing). 79–82쪽.
95. ↑  "Mikhail Pogosyan: T-50 will Provide Reliable Protection Boundaries" 보관됨 24 10월 2014 - 웨이백 머신. AviaPort.ru, 20 May 2013. Retrieved: 15 July 2014.
96. ↑  RU patent RU2502643C2, "Многофункциональный самолет с пониженной радиолокационной заметностью (Multifunctional aircraft with reduced radar signature)", published 27 December 2013
97. 1 2  “PAK FA stealth features patent published”. 《Jane's Information Group》. 2014년 1월 10일. 2014년 10월 23일에 원본 문서에서 보존된 문서. 2018년 7월 21일에 확인함.
98. ↑  RU patent RU2623031C1, "Воздухозаборник самолета (Aircraft air intake)", published 2017-06-21, issued 2017-06-21
99. ↑  “Russia's 5th-generation fighter jet gets advanced stealth coating”. 《TASS》. 2019년 1월 11일. 2019년 1월 15일에 원본 문서에서 보존된 문서. 2019년 1월 14일에 확인함.
100. ↑  Hunter, Jamie. “Check Out These Images Of Russia's Second Su-57 Felon Fighter Under Construction”. 《The Drive》. 2020년 10월 18일에 확인함.
101. ↑  Butowski, Piotr. "Russian Supercruiser". Air International, February 2011, p. 34. Stamford, UK: Key Publishing.
102. ↑  RU 2502643, "Многофункциональный самолет с пониженной радиолокационной заметностью (Multifunctional aircraft with reduced radar signature)"
103. ↑  Plopsky, Guy and Fabrizio Bozzato. "The F-35 vs. The VHF Threat" 보관됨 26 12월 2014 - 웨이백 머신. The Diplomat, 21 August 2014.
104. ↑  Ralston, J; Heagy, J; et al. "Environmental/Noise Effects on UHF/VHF UWB SAR" 보관됨 2 1월 2015 - 웨이백 머신. dtic.mil, September 1998. Retrieved: 2 January 2015.
105. ↑  "NPO." 보관됨 1 2월 2010 - 웨이백 머신 Saturn Press Release, 29 January 2010. Retrieved: 26 January 2011.
106. ↑  Butowski (2021), p. 73
107. ↑  Butowski, Piotr (October 2019). “The Final Flanker; Russian Fifth-Gen”. 《Air International》 (London: Key Publishing). 2019년 10월 7일에 원본 문서에서 보존된 문서. 2020년 4월 12일에 확인함.
108. ↑  Shukla, Ajai. "Russia can't deliver on Fifth Generation Fighter Aircraft: IAF". 보관됨 21 10월 2014 - 웨이백 머신 business-standard.com, 21 January 2014.
109. ↑  Butowski, Piotr (2020년 1월 6일). “Future Of Su-57 Next-Generation Engine Uncertain”. 《Aviation Week》.
110. ↑  “Russian Air Force to Receive the First Production Su-57 in 2018 – Defense Update”. 《Defense-update.com》. 2017년 12월 17일. 2017년 12월 21일에 원본 문서에서 보존된 문서. 2017년 12월 18일에 확인함.
111. ↑  RU 2614871, "Грузовой отсек самолета (Aircraft cargo hold)", published 24 June 2015, issued 10 January 2017
112. 1 2  Butowski, Piotr. Russia and CIS Observer. 17 June 2007.
113. 1 2  "Vympel plans to develop air-to-air missiles for Russia's PAK FA fighter". Jane's Missiles and Rockets. 19 May 2006
114. ↑  "PAK FA will complement digital missiles" 보관됨 22 10월 2014 - 웨이백 머신. Machine Resource i-mash.ru (RU), 3 December 2013. Retrieved: 4 April 2014.
115. ↑  Barrie, Douglas and Pyadushkin, Maxim. "R-77, R-73 Missile Upgrades Emerge". Aviation Week. 13 August 2009
116. ↑  “Report: Russia Has Developed Prototype of Air-to-Ground Hypersonic Missile for Su-57”. The Diplomat. 2020년 2월 25일. 2020년 3월 5일에 원본 문서에서 보존된 문서. 2020년 3월 13일에 확인함.
117. ↑  “Russia to Field Air-Launched Missiles for T-50 by 2014”. RIA Novosti. 2012년 1월 31일. 2012년 2월 4일에 원본 문서에서 보존된 문서. 2012년 2월 13일에 확인함.
118. ↑  “Истребитель пятого поколения Су-57 получит на вооружение гиперзвуковую ракету”. 《bmpd.livejournal.com》. 2018년 12월 7일. 2018년 12월 27일에 확인함.
119. ↑  “Российский самолет пятого поколения Т-50 получит улучшенную авиапушку”. 《vpk.name》. 2015년 4월 7일에 원본 문서에서 보존된 문서. 2015년 4월 1일에 확인함.
120. ↑  “Video of live fire tests of the Russian T-50 stealth fighter's 30 mm gun appears online”. 《The Aviationist》 (미국 영어). 2016년 9월 18일. 2018년 11월 30일에 원본 문서에서 보존된 문서. 2018년 11월 30일에 확인함.
121. 1 2 3  Butowski (2021), p. 76
122. ↑  Trimble, Stephen (2010년 3월 2일). “Sukhoi reveals T-50 cockpit layout and static airframe”. 《Flightglobal》. 2013년 12월 15일에 원본 문서에서 보존된 문서. 2014년 3월 28일에 확인함.
123. ↑  "PAK FA fighter was fitted with advanced oxygen supply system". – Russian Aviation 보관됨 23 10월 2014 - 웨이백 머신, RuAviation.com, 19 July 2013
124. ↑  “Катапультное кресло К-36Д-5”. 《NPP Zvezda》 (러시아어). 2021년 10월 23일에 원본 문서에서 보존된 문서. 2022년 7월 22일에 확인함.
125. ↑  “Противоперегрузочный костюм "ППК-7"”. 《NPP Zvezda》 (러시아어). 2021년 11월 30일에 원본 문서에서 보존된 문서. 2022년 7월 22일에 확인함.
126. 1 2  Butowski 2021, pp. 78–82
127. ↑  “Russia Completes Testing of Su-57 Avionics 'Complex' – Avionics”. 《Avionics》 (미국 영어). 2018년 11월 23일. 2018년 11월 30일에 원본 문서에서 보존된 문서. 2018년 11월 30일에 확인함.
128. ↑  “Sukhoi starts testing new IMA BK FMS on Russia's PAK FA fighter”. 《airrecognition.com》 (영국 영어). 2018년 11월 30일에 원본 문서에서 보존된 문서. 2018년 11월 30일에 확인함.
129. ↑  Butowski (2021), pp. 78–79
130. 1 2  Rogoway, Tyler (2018년 4월 30일). “No, The Su-57 Isn't 'Junk:' Six Features We like on Russia's New Fighter”. 《The Drive》 (미국 영어). 2018년 11월 30일에 원본 문서에서 보존된 문서. 2018년 11월 30일에 확인함.
131. ↑  “Новейший российский истребитель получил один из ключевых элементов” [The newest Russian fighter got one of the key elements]. RIA Novosti. 2013년 4월 24일. 2014년 4월 28일에 원본 문서에서 보존된 문서. 2014년 4월 29일에 확인함.
132. ↑  “Certification tests of the communication system for Su-57 will be completed this year - News - Russian Aviation - RUAVIATION.COM”. 《ruaviation.com》. 2019년 1월 30일에 확인함.
133. ↑  “Communication equipment for Sukhoi-57 jet to be completed in 2017”. 《Tass.com》. 2017년 12월 30일에 원본 문서에서 보존된 문서. 2017년 12월 18일에 확인함.
134. ↑  “Sukhoi-57's Targetting Pod 101KS-N Spotted”. 《Global Defence Watch》. 2018년 12월 3일에 원본 문서에서 보존된 문서.
135. ↑  Rogoway, Tyler. “Su-30s Acted As Infrared "Heat Traps" For Putin's Arrival in Syria Aboard A Tu-214PU”. 《The Drive》 (미국 영어). 2018년 12월 3일에 원본 문서에서 보존된 문서. 2018년 12월 3일에 확인함.
136. 1 2  Butowski (2021), p. 83
137. ↑  “Sukhoi T-50 Aircraft To Get New Navigation System”. 《defenseworld.net》. 2021년 11월 27일에 원본 문서에서 보존된 문서. 2019년 12월 1일에 확인함.
138. ↑  “КРЭТ разрабатывает новейшую систему обнаружения целей для ПАК ФА”. 《ria.ru》. 2016년 7월 29일. 2019년 2월 21일에 원본 문서에서 보존된 문서. 2019년 2월 21일에 확인함.
139. ↑  “KRET develops new Okhotnik target detection system for Russia's PAK FA fighter jet”. 《airrecognition.com》. 2016년 8월 1일. 2019년 2월 21일에 원본 문서에서 보존된 문서. 2019년 2월 21일에 확인함.
140. ↑  “В России разработали "нервную систему" для самолетов будущего”. 《Ria.ru》. 2017년 7월 11일. 2017년 12월 8일에 원본 문서에서 보존된 문서. 2017년 12월 8일에 확인함.
141. ↑  “FPI presented a model of the "nervous system" of the future fighter”. 《Weaponews.com》. 2017년 12월 8일에 원본 문서에서 보존된 문서. 2017년 12월 8일에 확인함.
142. ↑  “Источник: Су-57 отрабатывает беспилотный режим в ходе испытаний” (러시아어). RIA Novosti. 2020년 5월 16일. 2020년 5월 16일에 확인함.
143. ↑  “Russia's Su-57 plane tests onboard systems for 6th-generation fighter jet — source”. 《tass.com》. 2020년 6월 29일에 확인함.
144. ↑  Seidel, Jamie. “Syria: Russian Su-57 stealth fighter spotter landing”. News.com.au. 2018년 2월 22일에 원본 문서에서 보존된 문서. 2018년 2월 22일에 확인함.
145. ↑  СМИ сообщили о прибытии еще двух истребителей Су-57 в Сирию‍ 보관됨 25 2월 2018 - 웨이백 머신 RIA Novosti, 24 February 2018.
146. ↑  Gordon 2021, pp. 280–81
147. ↑  Butowski (2021), p. 50
148. ↑  Переброска Су-57 в Сирию несет в себе значительный риск 보관됨 24 2월 2018 - 웨이백 머신 vz.ru, 22 February 2018.
149. ↑  Trevithick, Joseph. “Russia Releases First Official Video of Its Su-57s on Their Absurdly Short Trip To Syria”. 《The Drive》 (미국 영어). 2018년 11월 30일에 원본 문서에서 보존된 문서. 2018년 11월 30일에 확인함.
150. ↑  Новейшие истребители Су-57 прошли боевые испытания в Сирии – Шойгу 보관됨 4 3월 2018 - 웨이백 머신 Zvezda, 1 March 2018.
151. ↑  Su-57 fifth-generation fighter jets successfully tested in Syria 보관됨 2 3월 2018 - 웨이백 머신 TASS, 1 March 2018.
152. ↑  “Alert 5 » Su-57 launched cruise missile while deployed to Syria – Military Aviation News”. 《alert5.com》. 2018년 5월 27일에 원본 문서에서 보존된 문서. 2018년 5월 26일에 확인함.
153. ↑  “Russian Military Unveils Video Footage of New Su-57 Stealth Fighter in Syria”. 2018년 11월 30일에 확인함.
154. ↑  “Russia's 5th-generation fighter jets make 10 flights in Syria”. 《TASS》 (러시아어). 2018년 11월 30일에 원본 문서에서 보존된 문서. 2018년 11월 30일에 확인함.
155. ↑  “Russia 'Tests' Su-57 Stealth Fighter Jet's Onboard Systems, Weapons in Syria”. 《Defense world》. 2018년 11월 30일에 원본 문서에서 보존된 문서.
156. ↑  “Su-57 fighter jet once again tested in Syria — Russian General Staff”. 《TASS》. 2019년 12월 18일. 2019년 12월 20일에 확인함.
157. ↑  Butowski (2021), p. 65
158. ↑  “Источник в ОПК сообщил о применении Россией Су-57 в спецоперации на Украине”. 《tass.com》. 2022년 5월 20일.
159. ↑  “Many Russian warplanes fire missiles from inside Russian airspace”. 《Times of India》. 2022년 3월 12일.
160. 1 2  “Su-57E Perspective multirole fighter”. Rosoboronexport. 2021년 3월 22일에 확인함.
161. ↑  “LIMA 2019: Russia set to clear Sukhoi Su-57 for export”. 2019년 3월 28일. 2019년 3월 29일에 원본 문서에서 보존된 문서. 2019년 4월 14일에 확인함.
162. ↑  “MAKS 2019: Russia unveils export variant of Su-57”. 《janes.com》. 2019년 8월 30일. 2019년 8월 31일에 확인함.
163. ↑  “Production of upgraded version of Su-57 fighter is to start in 2025 — source”. 《TASS》.
164. ↑  Siddiqui, Huma (2019년 10월 5일). “Make in India: IAF will focus on the indigenous AMCA for its fighter fleet, says Air Chief RKS Bhadauria”. Financial Express. 2020년 3월 22일에 확인함.
165. ↑  Diplomat, Franz-Stefan Gady, The. “India and Russia Fail to Resolve Dispute Over Fifth Generation Fighter Jet”. 《The Diplomat》 (미국 영어). 2019년 3월 27일에 원본 문서에서 보존된 문서. 2019년 1월 31일에 확인함.
166. ↑  Bogdanov, Konstantin. "Russia’s Changing Aircraft Export Strategy" 보관됨 23 7월 2014 - 웨이백 머신. RIA Novosti, 9 July 2012.
167. ↑  Mathews, Neelam. "India’s Version of Sukhoi T-50 Delayed by Two Years." 보관됨 7 7월 2014 - 웨이백 머신 AIN, 25 May 2012.
168. ↑  "Russia, India Describe Next-Gen Fighter Plans" 보관됨 12 10월 2014 - 웨이백 머신.
169. ↑  “It's No Surprise India Finally Ditched Its Stealth Fighter Program With Russia”. The Drive. 23 April 2018. 26 April 2018에 원본 문서에서 보존된 문서.
170. ↑  "Легкий истребитель 5-го поколения будет создан на базе технологий тяжелого перспективного истребителя (in Russian)". 보관됨 18 9월 2011 - 웨이백 머신 arms-tass.su. Retrieved: 26 January 2011.
171. ↑  “IHS Jane's: в России разработали новый ядерный суперавианосец”. 《Ria.ru》. 2015년 5월 20일. 2017년 9월 22일에 원본 문서에서 보존된 문서. 2017년 9월 21일에 확인함.
172. ↑  “Владимир Поспелов: десятый "Борей" сдадут до 2030 года”. 2021년 5월 17일.
173. ↑  Druzhinin, Alexei (28 September 2009). “Russian Navy to get fifth generation carrier fighter after 2020”. RIA Novosti.  8 October 2010에 원본 문서에서 보존된 문서. 26 January 2011에 확인함.
174. ↑  “Источник: системы БПЛА "Охотник" испытывают на Су-57”. 《TASS》. 2019년 1월 29일. 2019년 1월 31일에 원본 문서에서 보존된 문서. 2019년 2월 21일에 확인함.
175. ↑  “Источник: для управления беспилотниками "Охотник" разработают двухместный Су-57”.
176. 1 2  “Истребитель Су-57 потерпел первую аварию”. 《Vedomosti》 (러시아어). 2019년 12월 24일. 2019년 12월 24일에 확인함.
177. ↑  “Первый среди лучших: чем уникален переданный в ВКС РФ истребитель пятого поколения Су-57”. 《tvzvezda.ru》. 2021년 1월 29일.
178. ↑  “Russian Aerospace Forces received two more Su-57 in late 2021”. 《janes.com》. 2022년 1월 24일.
179. ↑  “Southern Military District to get the first serial Su-57 multirole fighters”. 2019년 6월 13일.
180. ↑  “Истребитель Су-57 разбился в Хабаровском крае”. 《Izvestia》 (러시아어). 2019년 12월 24일. 2019년 12월 24일에 확인함.
181. ↑  “Власти Хабаровского края подтвердили информацию о падении Т-50” (러시아어). REN TV. 2019년 12월 24일. 2019년 12월 24일에 확인함.
182. ↑  “В Хабаровском крае разбился истребитель Су-57” (러시아어). RIA Novosti. 2019년 12월 24일. 2019년 12월 24일에 확인함.
183. ↑  “Источник: упавший в Хабаровском крае Су-57 самопроизвольно вошел в спираль” (러시아어). TASS. 2019년 12월 25일. 2019년 12월 25일에 확인함.
184. ↑  "T-50 / Project 701 / PAK FA." 보관됨 27 1월 2006 - 웨이백 머신 GlobalSecurity.org. Retrieved: 26 January 2011.

### 내용주
1. ↑  군에서 운용 중인 첫 번째 항공기의 날짜. 첫 Su-57 작전 연대는 2025년부터 도입할 예정이다.
2. ↑  러시아는 2015년 8월 1일 러시아 공군(VVS)과 러시아 항공우주방위군(VVKO)을 합병한 뒤 러시아 항공우주군(VKS)을 신설했다.
3. ↑  당시 MFI 3분의 1과 LFI 3분의 2로 편대를 계획했다.[10][11]
4. ↑  수호이가 Su-47로 전진익을 시험한 반면, 소련과 러시아의 연구는 그러한 구성은 주로 음속에 가까운 속도에서 유익했고, 초음속에서는 전통적으로 후퇴익에게 지게 됨을 시사했다. 전진익은 T-50에 배치되지 않았다.[17]
5. ↑   원래 계획된 6번째 비행 시제품, T-50-6-1은 마지막 "1단" 기체가 될 예정이었다. 5번째 시제품인 T-50-5이 화재 사고를 당한 후, T-50-6-1은 T-50-5에서 회수된 부품을 사용하여 완성되었으며, 같은 "055" 보트 번호를 가진 T-50-5R로 이름이 바뀌었다. 그것은 본질적으로 새롭고 독특한 기체이지만, 공식 회계는 "R" (러시아어: Р, ремонтый) 표시하며 여전히 두 기체를 "동일한" 것으로 간주한다. 첫 번째 "2단계" 항공기인 6번째 비행 시제품 T-50-6-2는 "056" 보트 번호를 부여받았다.
6. ↑  초기 최고 속도 요건은 고고도에서 마하 2.35 마하였지만, 기체에 사용되는 복합체의 양을 늘리기 위해서 마하 2.15 그리고 2006년에는 마하 2.0 마하로 감소하였다.[88]
7. ↑  아마도 제4항공방공군 소속의 제3근위전투항공연대 또는 제38근위전투연대 중 하나로 배정될 것이다.[180]
8. ↑  신형 전투기의 조종장치, 항전장치, 조종석은 Su-35BM의 시스템을 기반으로 설계된다.[185]

### 저서
- Butowski, Piotr (2021). 《Su-57 Felon》. Stamford, UK: Key Books. ISBN 978-1-913870-44-7.
- Gordon, Yefim; Komissarov, Dmitry (2021). 《Famous Russian Aircraft: Sukhoi Su-57》. Cheshire, United Kingdom: Crecy Publishing. ISBN 9781910809938.
- Lake, Jon. "Sukhoi T-50 - Russia's Raptor?" Combat Aircraft, Vol. 11, No.4, April 2010.
- Sweetman, Bill. "Sukhoi T-50 Shows Flight-Control Innovations". Aviation Week & Space Technology, 19 August 2013. New York City, New York, US: Penton Media, Inc.